# Minnesota
Minnesota és un dels cinquanta estats que, juntament amb Washington DC, formen els Estats Units d'Amèrica. La seva capital és Saint Paul i la seva ciutat més poblada, Minneapolis. Està situat a la regió de l'Oest Mitjà del país, limitant al nord amb el Canadà, al nord-est amb el llac Superior, a l'est amb els rius Mississipi i St. Croix — que formen la major part de la seva frontera amb Wisconsin —, al sud amb Iowa, al sud-oest amb Dakota del Sud i al nord-oest amb Dakota del Nord. Va ser admès a la Unió l'11 de maig de 1858, com el trenta-dosè estat.
L'estat actual de Minnesota es va constituir a partir de la meitat oriental del Territori de Minnesota. La seva població, de més de cinc milions d'habitants, descendeix fonamentalment d'emigrants de l'Europa Occidental. Les minories ètniques principals són els afroamericans, els asiàtics, els hispans, els nadius americans descendents dels habitants originals, i les recents comunitats d'immigrants somalis i hmong.
Poc més de la meitat de la seva població es concentra a l'àrea metropolitana de les Ciutats Bessones (en anglès: Twin Cities), Minneapolis i St. Paul, que són el centre de l'Estat de transports, negocis i indústries, i llar d'una comunitat artística internacionalment reconeguda. La resta de l'estat, conegut com a Gran Minnesota (Greater Minnesota), es compon de vastes praderies dedicades a l'agricultura intensiva a l'oest, de boscos caducifolis a l'est, i del menys poblat bosc boreal al nord. L'estat també és conegut pel seu sobrenom, la "Terra dels 10.000 llacs". Tals llacs, juntament amb els altres cursos d'aigua i els seus nombrosos parcs i boscos nacionals ofereixen als residents i als turistes un vigorós estil de vida a l'aire lliure.
El seu clima extrem contrasta amb la moderació dels seus habitants. L'estat és conegut per la seva política moderada a progressiva, per les seves polítiques socials i per la seva elevada participació ciutadana en temes polítics. És un dels estats més saludables i té una de les poblacions més educades i alfabetitzades.

## Etimologia
La paraula Minnesota prové del nom dakota per al riu Minnesota, Mnisota o Mnišota. Mni (de vegades escrit mini o minne) es pot traduir com a "aigua", i sota com a "lletós" (amb la variant šota 'fangós'). De fet, Mnisota pot traduir-se com "aigua tenyida de cel" i Mnišota com a "l'aigua enterbolida de quelcom". Els nadius americans van explicar l'origen del nom als primers pobladors deixant anar llet a l'aigua i anomenant-la mnisota. Molts llocs de l'estat contenen la paraula dakota per a l'aigua, com Minnehaha Falls ("Cascada" i no "aigües rialleres" com es pensa comunament), Minneiska ("Aigua blanca"), Minnetonka, ("Aigua torta"), i Minneapolis, que és una combinació de mni i la paraula grega polis ("ciutat").

## Història

### Fins al 1858

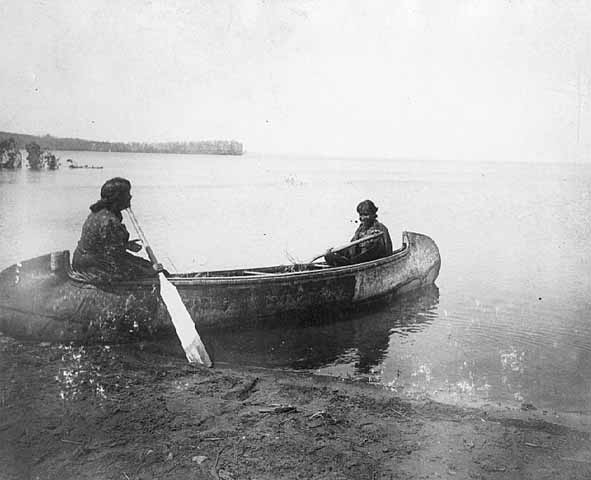
Dones chippewa en una canoa, al llac Leech.

Els primers exploradors europeus que van explorar la regió van ser els francesos Pierre Esprit Radisson i Médard Chouart des Groseilliers l'any 1660. En aquell moment, la regió era habitada pels nadius americans sioux. Una segona tribu, els anishinaabemowin, s'instal·laria a la regió a mitjans de la dècada del 1750. Els chippewa i els sioux es convertirien immediatament en enemics.
El 1679, el francès Daniel Greysolon, a la recerca d'una ruta terrestre cap a la costa de l'oceà Pacífic, va passar per la regió. Greysolon va arribar pel llac Superior, va explorar-ne l'interior i la va annexionar a la corona francesa. Un any més tard, el belga Louis Hennepin i els seus dos socis d'exploració van ser capturats pels sioux, a l'actual Illinois. Els nadius americans se'ls van emportar a la Minnesota actual. Hennepin, en el seu viatge a Minnesota, va ser la primera persona d'ascendència europea a posar els peus a la regió on es troba actualment la ciutat de Minneapolis. Mentrestant, Greysolon havia sentit notícies sobre la captura de tres blancs desconeguts per part dels sioux, i va organitzar una missió de recerca i rescat. Després de trobar els sioux el 1679, Greysolon va reclamar amb èxit l'alliberament dels tres captius.
Els francesos van controlar la regió durant gairebé un segle, quan aquesta pertanyia a la província colonial de Louisiana, part de Nova França. El 1762, els francesos van cedir als espanyols tots els territoris de la Louisiana situats a l'oest del riu Mississipi, que incloïen tota la regió meridional de la Minnesota actual. Un any més tard, el 1763, acabaria la Guerra Franco-Índia, entre aquests i els britànics, que acabaria en derrota francesa. Sota els termes del Tractat de París, els francesos cedien totes les terres de Nova França situades a l'est del Mississipi als britànics, que incloïen la regió que actualment constitueix el nord de Minnesota. La Companyia del Nord-oest, una empresa britànica, va fundar ràpidament diversos càrrecs comercials, fins i tot en la part controlada pels espanyols. A causa de la seva situació aïllada, els espanyols no tenien cap interès per la regió meridional, allunyada dels principals centres colonials d'Espanya a l'Amèrica del Nord.
En 1783, després del final de la Guerra de la Independència dels Estats Units, els britànics van cedir totes les seves terres al sud dels Grans Llacs i a l'est del Mississipi als Estats Units. La regió del nord de Minnesota actual es va convertir immediatament en part del Territori del Nord-oest. No obstant això, els britànics van continuar amb el comerç de pells a la regió, fins al final de la Guerra del 1812. Mentre que, el 1800, els espanyols havien cedit la Louisiana als francesos. En 1803, Napoleó Bonaparte va vendre la Louisiana als Estats Units, i així, tota la regió va passar al control nord-americà. Dos anys després de la venda, Zebulon Pike va ser enviat pel govern dels Estats Units a explorar la regió.
Els nord-americans van fundar un fortalesa temporal el 1819. Un any més tard, van començar la construcció del primer assentament permanent, a prop de la confluència dels rius Mississipi i Minnesota. Va ser inaugurat el 1825, amb el nom de Fort Snelling (Fort St. Anthony). Aquest assentament es va convertir immediatament en el principal centre industrial i comercial de la regió, a més de realitzar serveis militars a la regió.
Fort Snelling també va servir de punt de partida per als exploradors que volien explorar les parts inexplorades de la regió. Un d'aquests exploradors, Henry R. Schoolcraft, va descobrir el llac Itasca, el naixement del riu Missisipí. Els nord-americans van començar a talar els boscos a la darreria dels anys 1830, i la indústria del bosc es va convertir ràpidament en la principal font d'ingressos de la regió. Igualment es van iniciar els primers cultius, a la regió de les Planes del Young Drift de l'est i del centre-sud de la Minnesota actual. Ràpidament es va descobrir que el sòl d'aquesta regió era extremadament fèrtil, fet que va atraure més persones a la regió.
El 1837, els sioux i els chippewa van vendre les seves terres al voltant del riu St. Croix als nord-americans. El 1851, uns agricultors van fundar Saint Paul, i es van convertir en la primera ciutat quan va ser incorporada el 1854.

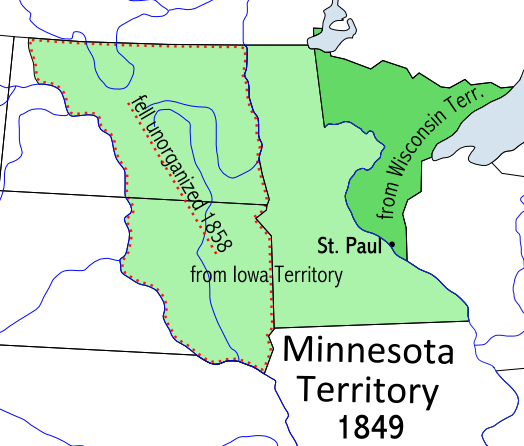
Mapa del Territori de Minnesota (1849-1858)

Entre el 1783 i el 1849, Minnesota va formar part de diversos territoris: de la Louisiana, el Territori del Nord-oest, el Territori d'Illinois, el Territori de Michigan i del Territori de Wisconsin. Aquest últim territori englobava tota l'actual Minnesota, així com els actuals Estats d'Iowa i Wisconsin. Un cop les regions d'Iowa i Wisconsin van ser elevades a la categoria d'Estats, el Congrés dels Estats Units va crear el 3 de març de 1849 el Territori de Minnesota, que ocupava la resta del territori de l'antic territori de Wisconsin.
La frontera nord, est i sud del nou Territori de Minnesota eren les mateixes de l'actualitat. La seva frontera oest, en canvi, englobava gran part dels actuals Estats de Dakota del Nord i Dakota del Sud, ja que s'estenia fins als rius Missouri i White Earth. En aquell temps, vivien a la regió prop de quatre mil habitants nord-americans d'ascendència europea. Després de convertir-se en Territori, la població va créixer ràpidament. Molts dels nous colons es van instal·lar a la regió de les Planes del Young Drift, a l'oest i al centre-sud. El creixement demogràfic va augmentar dràsticament. El 1851, els sioux, que vivien al sud. van ser forçats pel govern nord-americà a cedir totes les seves terres.
El fort creixement demogràfic -concentrat principalment a la part est del Territori- va fer que la porció oriental del Territori de Minnesota fos elevada a la categoria d'Estat l'11 de maig de 1858, passant a ser el 32° Estat dels Estats Units. Aleshores tenia més de 150.000 habitants, i els seus límits territorials ja eren els actuals. La porció occidental es transformaria el 1861 en el Territori de Dakota.

### Del 1858 a l'actualitat
Tres anys després de l'admissió de Minnesota a la Unió com el 32° estat nord-americà, va esclatar la Guerra Civil dels Estats Units, el 1861, contra 11 estats del sud dels Estats Units, que s'havien separat del país i havien format els Estats Confederats d'Amèrica. Va ser el primer estat nord-americà a oferir tropes a la Unió per a la lluita contra els confederats.
L'agost del 1862, mentre les principals batalles i conflictes de la Guerra Civil passaven relativament lluny de l'Estat, els sioux van realitzar un gran atac contra les comunitats habitades per nord-americans d'ascendència europea. En aquest atac, els sioux van matar més de 500 persones, i van destruir diverses comunitats i plantacions. Les milícies de Minnesota i les tropes nord-americanes van derrotar finalment els sioux.
Després de la fi de la Guerra Civil, Minnesota va passar per un període de gran creixement i prosperitat econòmica. Es van construir grans quantitats de molins per processar el blat conreat a la regió, es van construir fàbriques a Minneapolis, i les vies fèrries van passar a connectar Minnesota amb la resta del país. A més d'això, el govern de l'estat, juntament amb les empreses ferroviàries, estava interessat a atreure més persones a la regió. El govern local i les companyies ferroviàries van distribuir grans quantitats de pamflets a Europa — especialment a la recentment unida Alemanya i a Escandinàvia. Grans quantitats d'immigrants europeus —majoritàriament alemanys, i en menys quantitat, noruecs, suecs i irlandesos — es van instal·lar a l'Estat entre les dècades del 1870 i del 1890.
Vers 1880 es van descobrir grans jaciments de ferro. Cap al 1890 se'n van descobrir alguns més, i fins i tot més endavant, a començament del segle xx. La mineria del ferro es va convertir ràpidament en una de les principals fonts d'ingressos de l'estat.

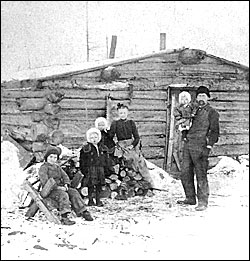
Una família de Minnesota, el 1890

El 1889, William W. Mayo i els seus dos fills van fundar una clínica mèdica, la Clínica Mayo (en anglès: Mayo Clinic), a Rochester. La clínica es va fer molt coneguda a l'Estat, i finalment la família Mayo convertiria el que inicialment era una petita clínica en un centre hospitalari. Aviat la Clínica Mayo va esdevenir un dels centres d'investigació mèdica més prestigiosos del món, fins a l'actualitat.
El 1894 un gran incendi va esclatar als boscos de Minnesota, a l'entorn de la ciutat de Hinckley conegut com a Great Hinkley Fire. L'incendi es va estendre sobre prop de mil quilòmetres quadrats de boscos, que va causar la mort d'unes 400 persones i prop d'un milió de dòlars en danys i perjudicis. Posteriorment, el 1918, va tenir lloc un altre gran incendi, que va endur-se de nou unes 400 persones i en aquesta ocasió va causar més de 25 milions de dòlars en danys i perjudicis.
El període de gran prosperitat i creixement econòmic s'estendria fins a mitjans de la dècada del 1920. No obstant això, aquesta prosperitat només la gaudien principalment les companyies ferroviàries (que cobraven molt pel transport dels productes produïts a Minnesota cap a altres regions del país), i els establiments bancaris i polítics. Durant les dècades del 1890 i el 1900, molts grangers, miners i treballadors industrials es van unir en sindicats i cooperatives. Després de la Primera Guerra Mundial —que va fer augmentar significativament la venda del mineral de ferro i productes agropecuaris, i va estimular la industrialització de l'estat— aquests grups s'unirien entre ells per formar el Partit Agrari-Laborista, que donava suport als petits agricultors i als treballadors industrials. El primer polític d'aquest partit a fer-se governador, Floyd B. Olson, va ser triat Governador de l'Estat el 1931.
Minnesota va començar a notar primers senyals de recessió econòmica durant la dècada del 1920, a causa dels baixos preus i la baixa demanda dels productes agropecuaris i el mineral de ferro que produïa. Moltes granges es van endeutar greument. Aquesta recessió es va agreujar més profundament amb la Gran Depressió de la dècada del 1930, quan la demanda nacional de les dues de les principals fonts d'ingressos de l'Estat —el blat i el mineral de ferro— havien caigut dràsticament en tot el país. Molts de treballadors van perdre els seus llocs de treball. Prop d'un 70% dels treballadors que treballaven en la mineria de ferro, per exemple, van ser acomiadats. Molts grangers, que s'havien d'enfrontar a l'endeutament, els baixos preus, sequeres i plagues de llagosta, es van veure obligats a abandonar les seves granges i traslladar-se a les ciutats.
Els govern local i el dels Estats Units van realitzar diversos programes d'assistència socioeconòmica i de construccions públiques, en un intent de minimitzar els efectes de la Depressió a l'estat. Mentrestant, les companyies mineres del ferro van començar a extreure principalment taconita, un tipus de ferro més barat però de menys qualitat, que actualment constitueix prop d'un 30% del ferro extret de Minnesota. Els efectes de la Depressió arribarien a la seva fi amb l'entrada del país a la Segona Guerra Mundial, que va crear la demanda del blat i el ferro produïts a l'estat. Un altre resultat de la guerra va ser l'inici de l'acceleració de la industrialització.
Després de la guerra, la indústria manufacturera havia superat la mineria del ferro i el cultiu de blat com a principal font d'ingressos de l'estat. La mineria del ferro, per la seva banda, havia caigut dràsticament després de la guerra, a causa de la caiguda de la demanda nacional, i la seva importància econòmica va disminuir notablement. Per estimular la indústria minera a l'estat, Minnesota va decidir proporcionar premis fiscals el 1964 als seus miners i a les siderúrgiques, per tal d'estimular la construcció de mines i indústries siderúrgiques a l'estat. Un dels principals problemes causats per la indústria de la mineria del ferro va ser la contaminació de l'aigua, causada pels residus generats per tals mines. El 1978, la Cort Suprema de l'estat va ordenar a una companyia minera de Silver Bay que parés d'abocar els seus residus al llac Superior. La companyia va ser obligada a construir un abocador especial, inaugurat el 1980. Durant les dècades del 1980 i 1990, altres companyies industrials, pressionades per grups ecologistes i pel govern de l'estat, van fer el mateix.
Mentrestant, a causa de la ràpida industrialització i la modernització de la indústria agropecuària —que va causar un èxode de les àrees rurals a les ciutats— a mitjans de la dècada del 1950 la majoria de la població de l'estat ja vivia en àrees urbanes. L'economia es va diversificar en un procés que continua en l'actualitat, i sectors com ara la prestació de serveis financers i immobiliaris i el turisme van passar a tenir una creixent importància en l'economia de l'Estat.

## Geografia

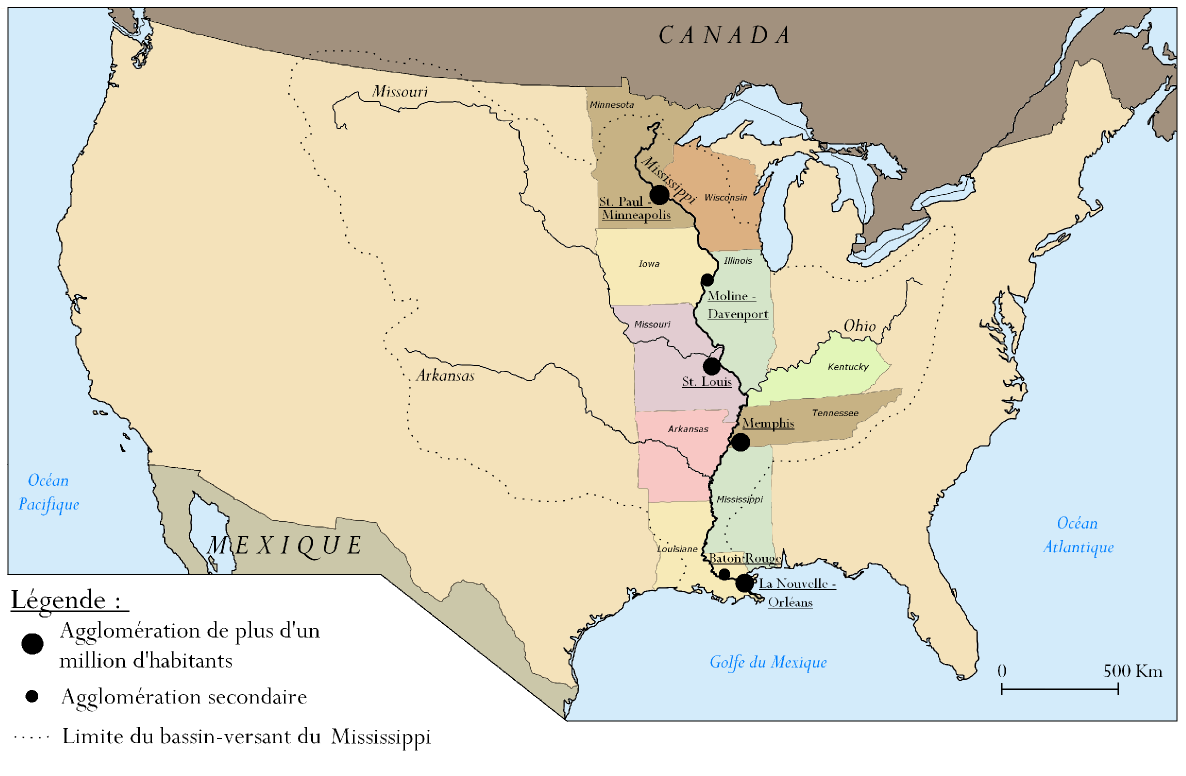
El riu Mississipi neix en aquest estat, i forma a més llur frontera sud-oriental amb Wisconsin

És l'estat més septentrional dels Estats Units excloent Alaska; el seu Northwest Angle (en anglès: Angle Nord-oest) és l'única part dels 48 estats contigus que se situa al nord del Paral·lel 49. Limita al nord amb les províncies canadenques de Manitoba i Ontario, a l'est amb Wisconsin i amb el llac Superior, al sud amb Iowa, i a l'oest amb Dakota del Nord i Dakota del Sud. Amb els seus 225.365 km² o, cosa que és el mateix, el 2,25% dels Estats Units, és el 12è estat més gran (el segon més gran entre els estats de l'Oest Mitjà). Pertany a la sub-regió d'Upper Midwest.

### Terreny

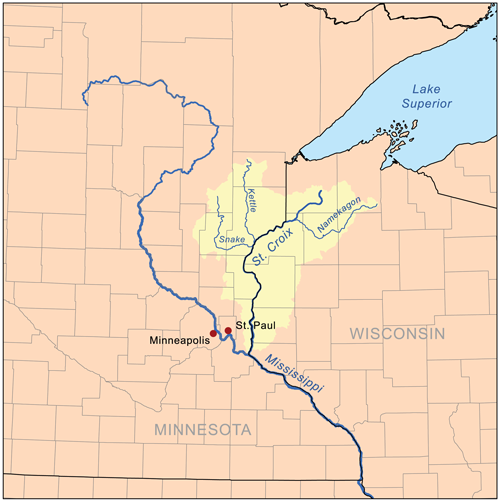
El riu St. Croix —afluent del Mississipi— també delimita part de llur frontera oriental amb Wisconsin

La major part del terreny és relativament pla i esquitxat de llacs, que van ser erosionats per períodes glacials durant l'Època glacial. La part de l'extrem sud-est de l'estat forma part de la Driftless Area, que no va ser coberta per la recent glaciació de Wisconsin. Aquí es troben el llac Pepin i els alts cingles del Mississipi. La part nord-est de l'estat es troba a l'Escut canadenc i està cobert per accidentades sèries de pujols, entre els quals destaca la serra de Mesabi, rica en mena de ferro, les muntanyes Sawtooth al llarg del litoral del llac Superior, els turons de Misquah i les terres altes de Laurentian.
Hi ha dues divisòries continentals a la part nord-oest —la divisòria Laurentiana i la divisòria de Sant Llorenç—, creant tres divisòries d'aigües: la pluja que cau a l'estat pot anar a parar tant al riu Mississipi, que desemboca al golf de Mèxic, com al canal de Sant Llorenç, a l'oceà Atlàntic, o a la conca de la badia de Hudson, a l'oceà Àrtic.
L'altitud mitjana de l'estat és de 366 m. El punt més alt és Eagle Mountain, amb 701 m, i el més baix, 183 m, a la superfície del llac Superior. És una de les regions geològicament més estables del país. Ha experimentat molt pocs terratrèmols al llarg de la seva història, la major part dels quals han estat de baixa intensitat; el terratrèmol més fort de l'últim segle va passar prop de Morris el 1975 i va tenir una intensitat d'entre 4,6 i 4,8 en l'escala de Richter.

### Regions geogràfiques

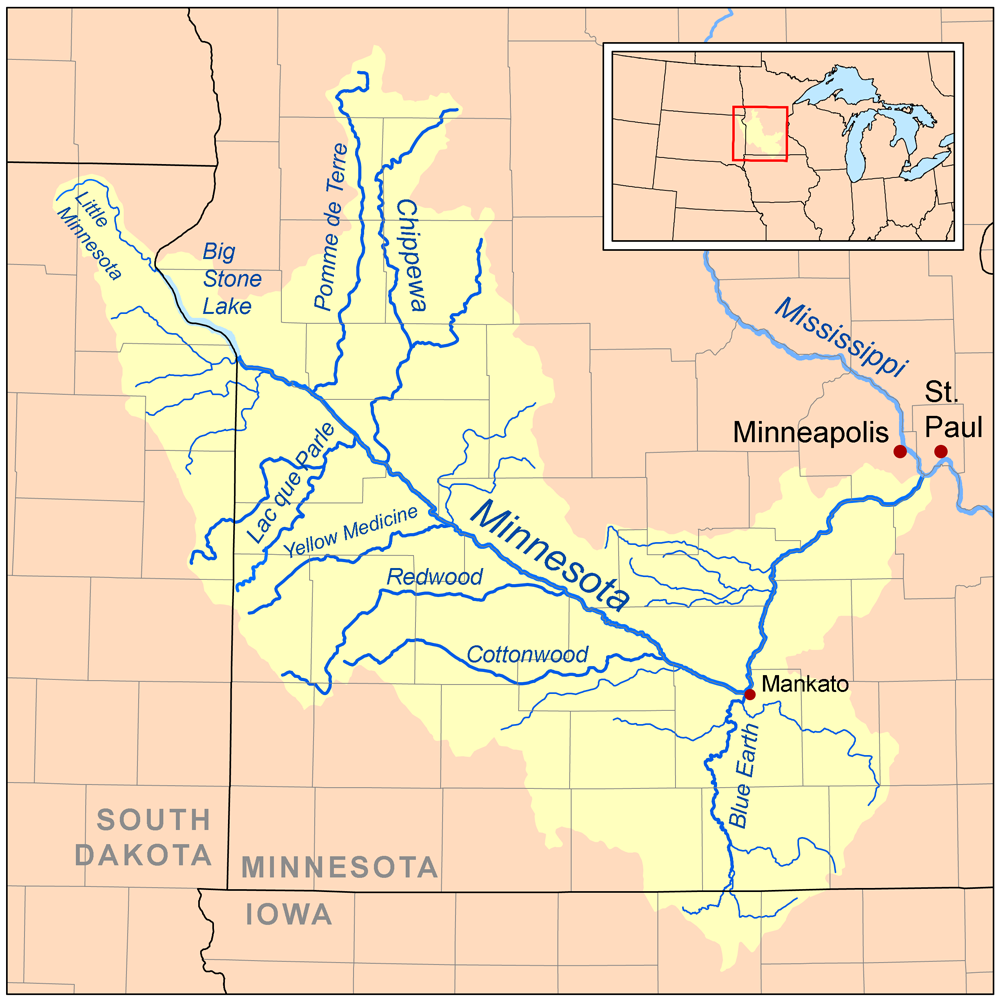
La conca del Minnesota ocupa gran part de la meitat sud de l'estat

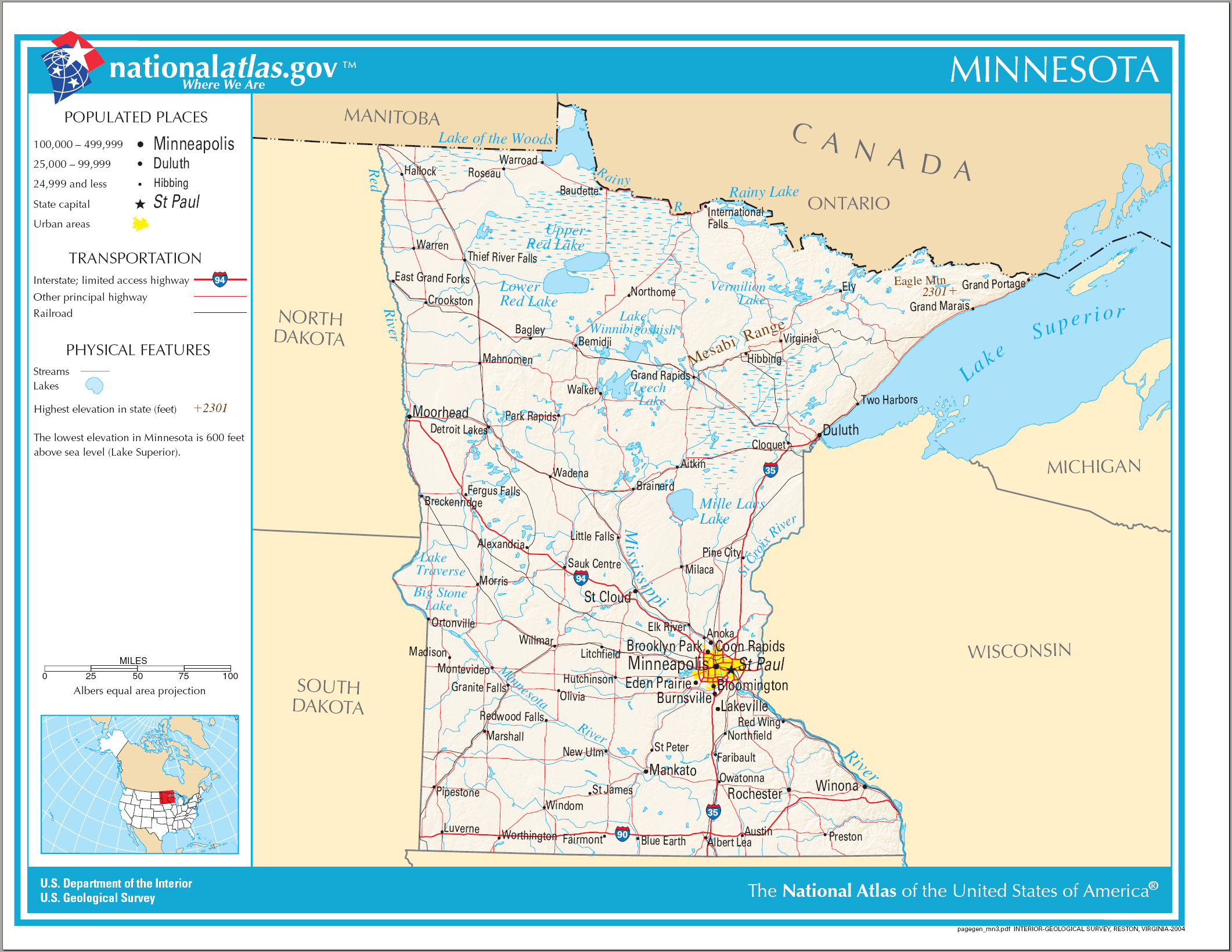
Mapa de Minnesota, que mostra les carreteres i les masses d'aigua més importants

Minnesota es divideix en quatre regions geogràfiques:
- Les planes Dissected Till ocupen una petita àrea localitzada a l'extrem sud-oest. Es caracteritzen per la presència de grans quantitats de sediments d'origen glacial, deixats per antigues glaceres. També es caracteritzen pel seu terreny relativament pla i pel seu sòl molt fèrtil. Aquest últim s'erosiona molt fàcilment, i aquesta erosió fa que els rius presents a la regió excavin valls molt profundes.
- Les planes Young Drift comprenen una llarga franja de terra que s'estén del nord-oest a la regió centre-oest de l'estat, i d'aquí, al centre-sud. Es caracteritza principalment pel seu terreny poc accidentat, marcat per la presència de muntanyes foradades de poca altitud. Les glaceres van deixar grans quantitats de sediments a la regió, encara que en menys quantitat que en les Planes Dissected Till. El seu sòl és fèrtil, i la major part de la regió s'utilitza per a la pràctica de la agropecuària.
- L'àrea de Driftless es localitza a l'extrem sud-est. A diferència de les dues planes esmentades abans, l'àrea de Driftless no va ser afectada per les glaciacions que van ocórrer fa més de deu mil anys a Amèrica del Nord. Posseeix un terreny molt accidentat, amb altes muntanyes i valls profundes.
- L'altiplà Superior es localitza a la regió central i al nord-est. Es considera part de l'Escut canadenc, una regió caracteritzada pel seu terreny accidentat i rocós. La major part de la regió està coberta per boscos, que es localitzen majoritàriament en aquesta regió de l'estat. Aquí s'hi localitzen tant el punt més alt com el més baix.

### Fauna i flora

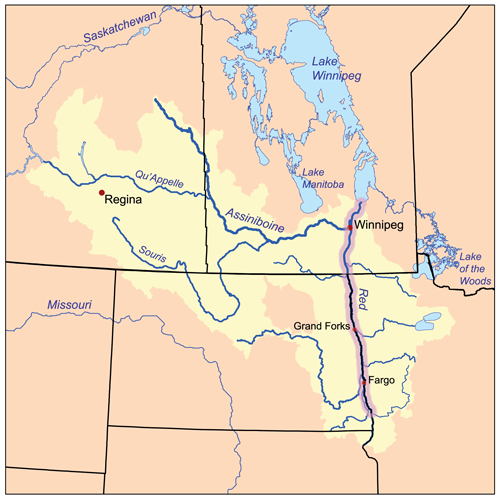
El riu Vermell del Nord marca la meitat nord de llur frontera oest, amb Dakota del Nord

Tres dels grans biomes d'Amèrica del Nord convergeixen a Minnesota: les Grans Planes de l'oest, el bosc caducifoli de l'est, i la taigà septentrional de l'Escut canadenc.
Mentre que la pèrdua de l'hàbitat ha creat problemes als animals natius com la marta, el cérvol, el ren i el linx roig, l'estat conté la població de llops grisos més gran de la nació excloent Alaska i alberga poblacions considerables d'ants i cérvols de Virgínia.
Localitzat a la ruta migratòria del Mississipi (en anglès: Mississippi Flyway), l'estat té poblacions d'aus aquàtiques migratòries com oques i ànecs, així com ocells de caça com el gall fer comú, el faisà comú i Meleagris. Els llacs són plens de peixos com ara Sander vitreus, perques, lluços de riu i Esox masquinongy. Els rierols del sud-est estan poblats de truites de rierol, truites comunes i truites arc de Sant Martí.

### Clima

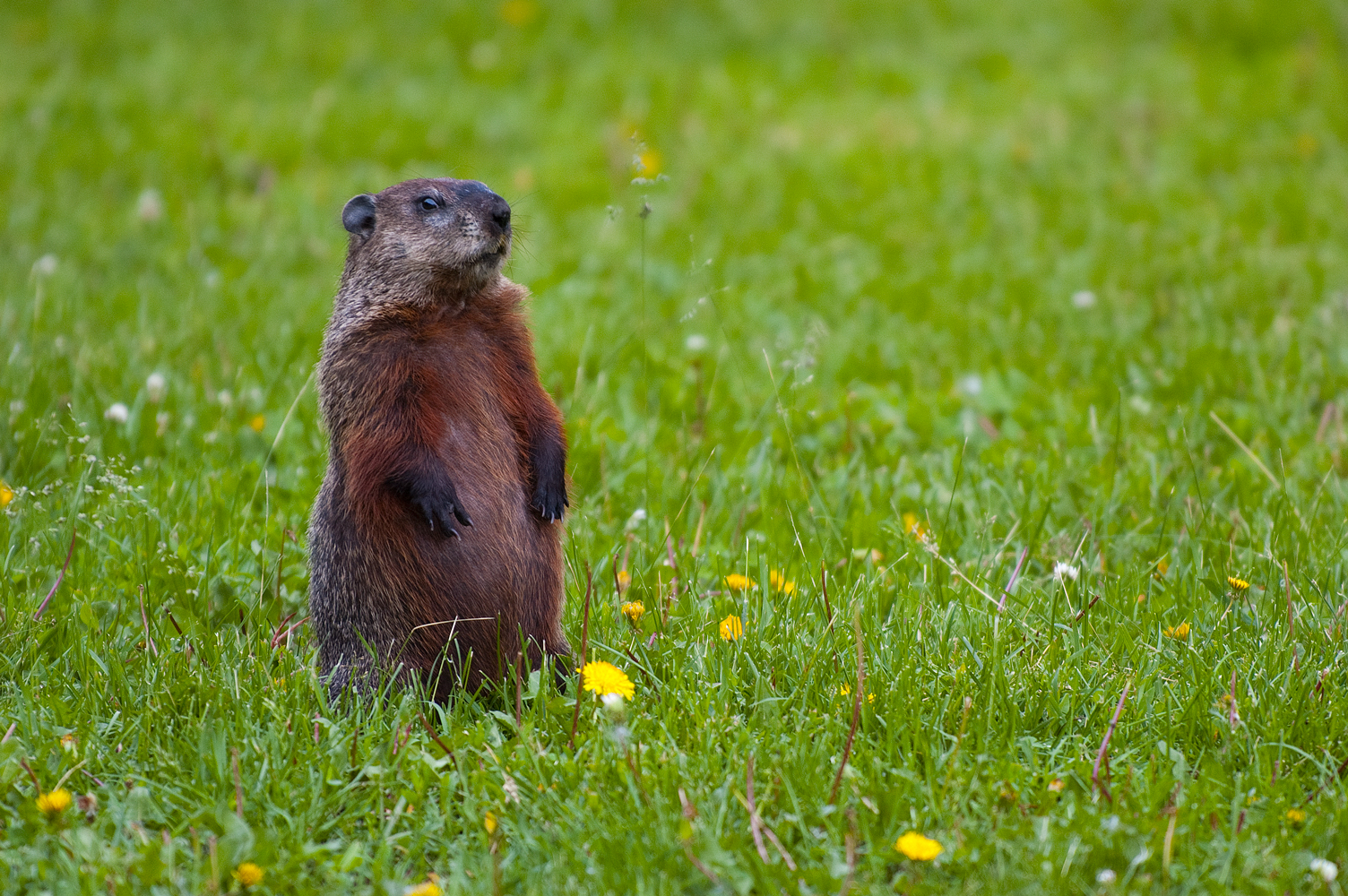
Una marmota a Minneapolis, a la ribera del riu Mississipi

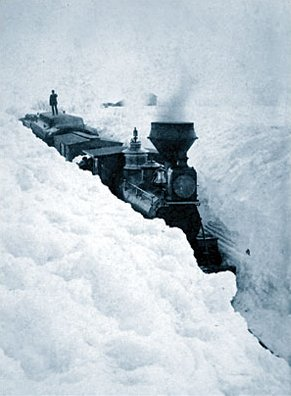
Un tren immobilitzat per la neu, el 29 de març de 1881.

Minnesota té un clima temperat continental, amb hiverns molt freds i estius càlids, i relativament inestable, on les condicions climàtiques poden canviar sobtadament en un curt període. El clima és típic de la seva localització continental, de la seva alta latitud, i del seu terreny poc accidentat, que permet el ràpid moviment de corrents d'aire vingudes de qualsevol direcció al llarg de l'estat. En general, les temperatures de l'estat augmenten a mesura que es viatja cap al sud. No obstant això, la major part del nord-est de l'Estat té temperatures més baixes que el nord-oest, a causa de la seva altitud mitjana més elevada. Per la seva banda, el litoral al llarg del llac Superior té hiverns i estius més suaus que les altres regions de l'estat.
És conegut nacionalment pels seus hivern rigorosos. La localitat d'International Falls, localitzada a l'extrem nord de l'estat, registra les temperatures més baixes de qualsevol ciutat nord-americana localitzada en els 48 estats contigus. A l'hivern, la temperatura mitjana del sud és d'-11 °C, mentre que la regió del nord té una temperatura mitjana menor de -19 °C. La mitjana de les mínimes al sud és de -14 °C, i al nord, de -21 °C. La mitjana de les màximes és de -3 °C al sud i de -8 °C al nord. La temperatura més baixa registrada va ser de -51 °C, a Tower, el 2 de febrer de 1996.

Tipus de clima de Minnesota segons la classificació climàtica de Köppen

A l'estiu, la temperatura mitjana del sud és de 23 °C, i la del nord, de 19 °C. La mitjana de les mínimes és de 17 °C al sud i de 9 °C al nord. La mitjana de les màximes és de 28 °C al sud i de 26 °C al nord. La temperatura més alta registrada va ser de 46 °C, registrada a Beardsley, el 29 de juliol de 1917, i a Moorhead, el 6 de juliol de 1936.
La taxa de precipitació mitjana anual de pluja augmenta a mesura que es viatja en direcció a l'est. La regió oest rep menys de 50 centímetres anuals de pluja per any, mentre que la regió est rep més de 80 centímetres. La taxa de precipitació de neu, per la seva banda, augmenta a mesura que es viatja en direcció al nord. El sud rep prop de 50 centímetres anuals de neu per any, mentre que el nord rep aproximadament 180 centímetres anuals.
| Localització        | Juliol (°C) | Gener (°C) |
| ------------------- | ----------- | ---------- |
| Minneapolis         | 28/18       | −4/−13     |
| Saint Paul          | 28/17       | −5/−14     |
| Rochester           | 28/17       | −5/−16     |
| Duluth              | 24/13       | −7/−17     |
| St. Cloud           | 27/14       | −7/−18     |
| Albert Lea          | 29/17       | −5/−15     |
| International Falls | 25/11       | −9/−21     |

### Llacs i rius

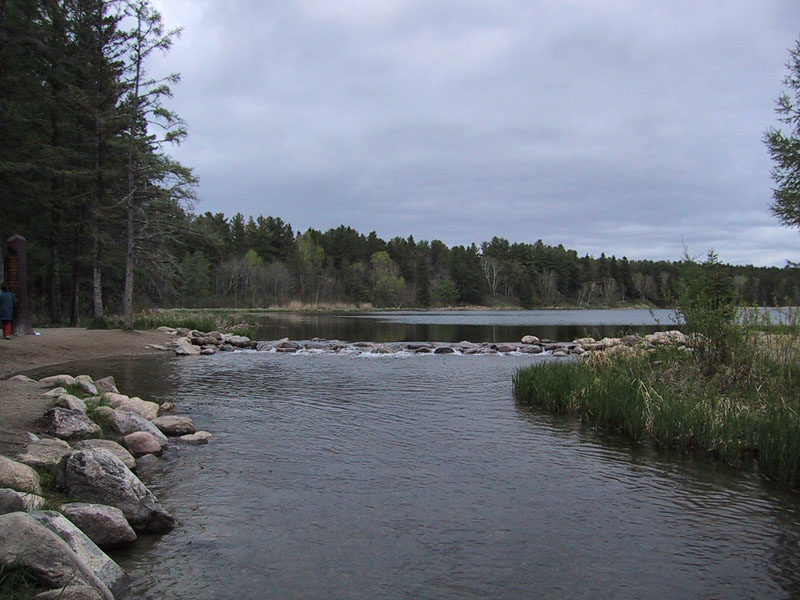
Vista del llac Itasca, el naixement del riu Mississipi

És un dels estats més coberts per cossos d'aigua dels Estats Units. El seu sobrenom, La terra dels 10.000 llacs, no és cap exageració: té 11.842 llacs de més de 10 acres (40.500 m²). El llac més gran és el llac Red, amb 1.100 km². El percentatge de l'àrea ocupada per aigua de l'estat és de prop del 5% de la seva superfície total. Però si comptem la part del llac Superior (el cos d'aigua més gran i més profund de l'estat) aquest percentatge augmenta al 8,4%.
Té 6.564 rius i rierols naturals, que sumen una longitud total de 111.000 quilòmetres. El riu més llarg dels Estats Units i el tercer del món, el Mississipi, comença el seu camí de 6.270 km al llac Itasca, al nord. S'uneix al riu Minnesota a l'altura de Fort Snelling, i al sud-est amb molts rierols de truites. El riu Vermell del Nord, al llit del glacial llac Agassiz, drena la part nord-occidental de l'estat cap al nord, per desembocar al llac Winnipeg, al Canadà.
La conca hidrogràfica del Mississipi cobreix prop del 57% de la superfície de l'estat, seguida de la del riu Vermell, amb un 30%. Per la seva banda, els rius que desemboquen al llac Superior, tots localitzats a l'extrem nord-est, cobreixen el 13% restant de l'Estat.

### Àrees protegides

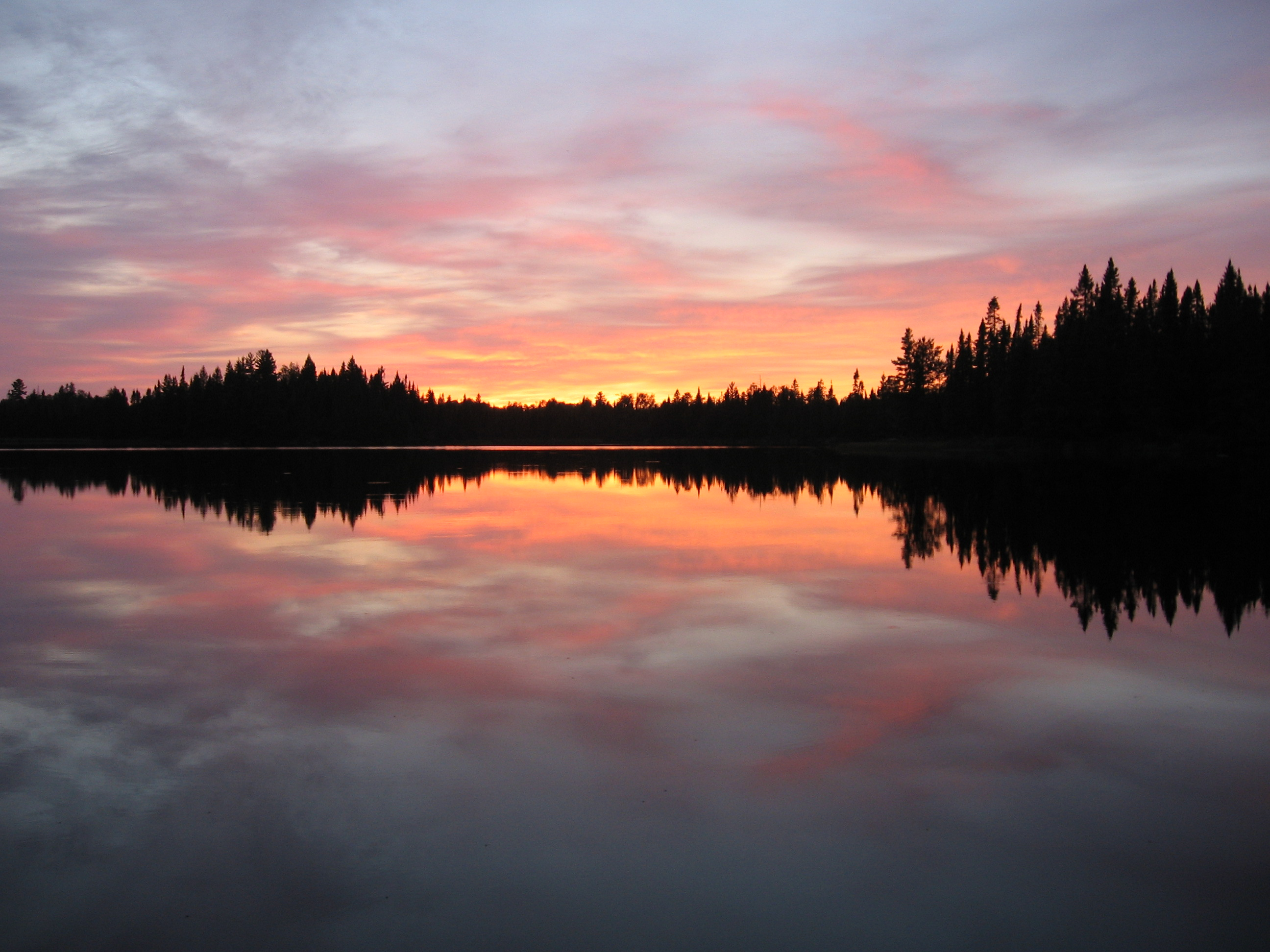
Llac Pose al Boundary Waters Canoe Area Wilderness.

Minnesota alberga moltes zones verdes. L'estat té 71 parcs estatals, 53 boscos estatals, dos boscos nacionals i moltes altres reserves i parcs regionals. El Boundary Waters Canoe Area Wilderness es localitza a la frontera nord-est de l'estat, i l'Itasca State Park, el naixement oficial del riu Mississipi, es localitza en la secció nord-oest de l'estat. El Departament de Recursos Naturals de Minnesota és l'encarregat de gestionar els parcs i boscos estatals.
Les àrees sota gestió del Servei de Parcs Nacionals són:
- Grand Portage National Monument a Grand Portage
- Mississippi National River and Recreation Area, dins de les Ciutats Bessones
- North Country National Scenic Trail
- Pipestone National Monument a Pipestone
- Parc Nacional de Voyageurs

## Xarxa urbana

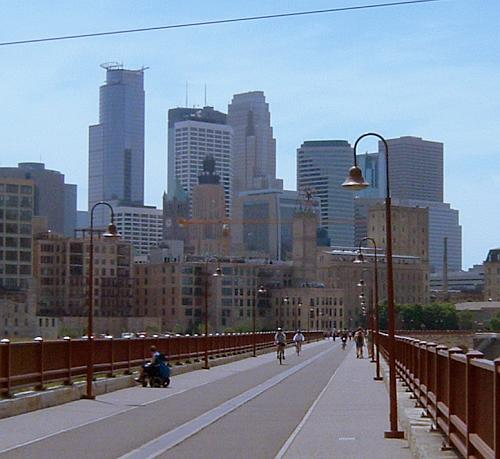
La ciutat de Minneapolis

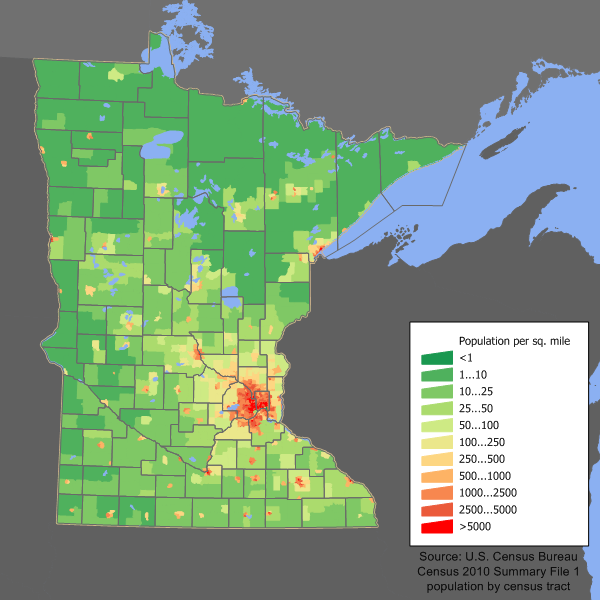
Densitat de població de Minnesota.

La capital és Saint Paul, localitzada al centre-est de l'estat, al llarg del marge oriental del riu Mississipi. Saint Paul limita a l'altre costat del riu amb la ciutat més poblada de l'estat, Minneapolis. Les dues ciutats juntament amb els seus suburbis comprenen l'àrea metropolitana de les Ciutats Bessones (en anglès: Twin Cities), la setzena àrea metropolitana més gran dels Estats Units, i alberga aproximadament al 59% de la població de l'estat a dia 1 d'abril de 2005. La resta l'estat es coneix com a Gran Minnesota (en anglès: Greater Minnesota).
Les ciutats amb una població superior als 50.000 habitants (2010) són, en ordre descendent: Minneapolis, Saint Paul, Rochester, Duluth, Bloomington, Brooklyn Park, Plymouth, Eagan, St. Cloud, Coon Rapids, Burnsville, Eden Prairie, Maple Grove, Woodbury, Blaine, i Minnetonka. D'aquestes ciutats, només Rochester, Duluth, i St. Cloud són fora de l'àrea metropolitana de les Ciutats Bessones.

## Demografia
El cens del 2015 estima la població en 5.489.594 habitants, que el converteixen en el 21è estat més poblat de la nació. La seva població ha augmentat en 213.307 habitants (4,3%) des de l'any 2000. L'augment demogràfic des del 2000 és a causa d'un creixement natural de 161.252 persones (358.012 naixements contra 196.760 morts) i una migració neta de 54.032 persones a l'estat. Les migracions externes han donat lloc a un augment net de 70.800 persones, mentre que les migracions internes van produir una pèrdua neta de 16.768 persones.
El 2004, el 6,1% dels residents no havien nascut als Estats Units, comparat amb el 11,1% de la nació.

### Races i ètnies
- 88,2% Blancs (europeus)
- 3,5% Afroamericans
- 2,9% Hispans (barreja entre mexicans, centreamericans, antillans o sud-americans)
- 2,9% Asiàtics
- 1,1% Natius americans
- 1,4% Dues o més races

Al voltant del 75% de la població té ascendència europea occidental i septentrional. Els grups ètnics principals són els alemanys (37,3%), els noruecs (17,0%), els irlandesos (12,2%), i els suecs (10, 0%). L'estat tenia una reputació de ser relativament homogeni, però això està canviant. Els xinesos i japonesos són les principals minories de l'estat, juntament amb la població llatinoamericana. Els immigrants que rep actualment l'estat provenen de tot el món, com els miao, els somalis, els vietnamites, els indis, els de l'Orient mitjà i els emigrants de l'antic Bloc de l'Est. L'estat té la tercera major població de parlants de miao dels Estats Units. Molts d'aquests nous immigrants estan sent ajudats per congregacions religioses.
Segons el cens dels EUA del 2000 hi havia censats a l'estat 82.227 amerindis nord-americans (1,8%). Per tribus, les principals són els anishinaabemowin (39.910), sioux (7.541), cherokees (2.746), winnebago (727), iroquesos (570) i blackfoot (536).

### Piràmide d'edats
La distribució de la població per edats el 2000 era:
- 18+ 3.632.585 (73,8%)
- 21+ 3.414.300 (69,4%)
- 62+ 696.775 (14,2%)
- 65+ 594.266 (12,1%)
- Mitjana d'edat (anys) 35,4

### Religió

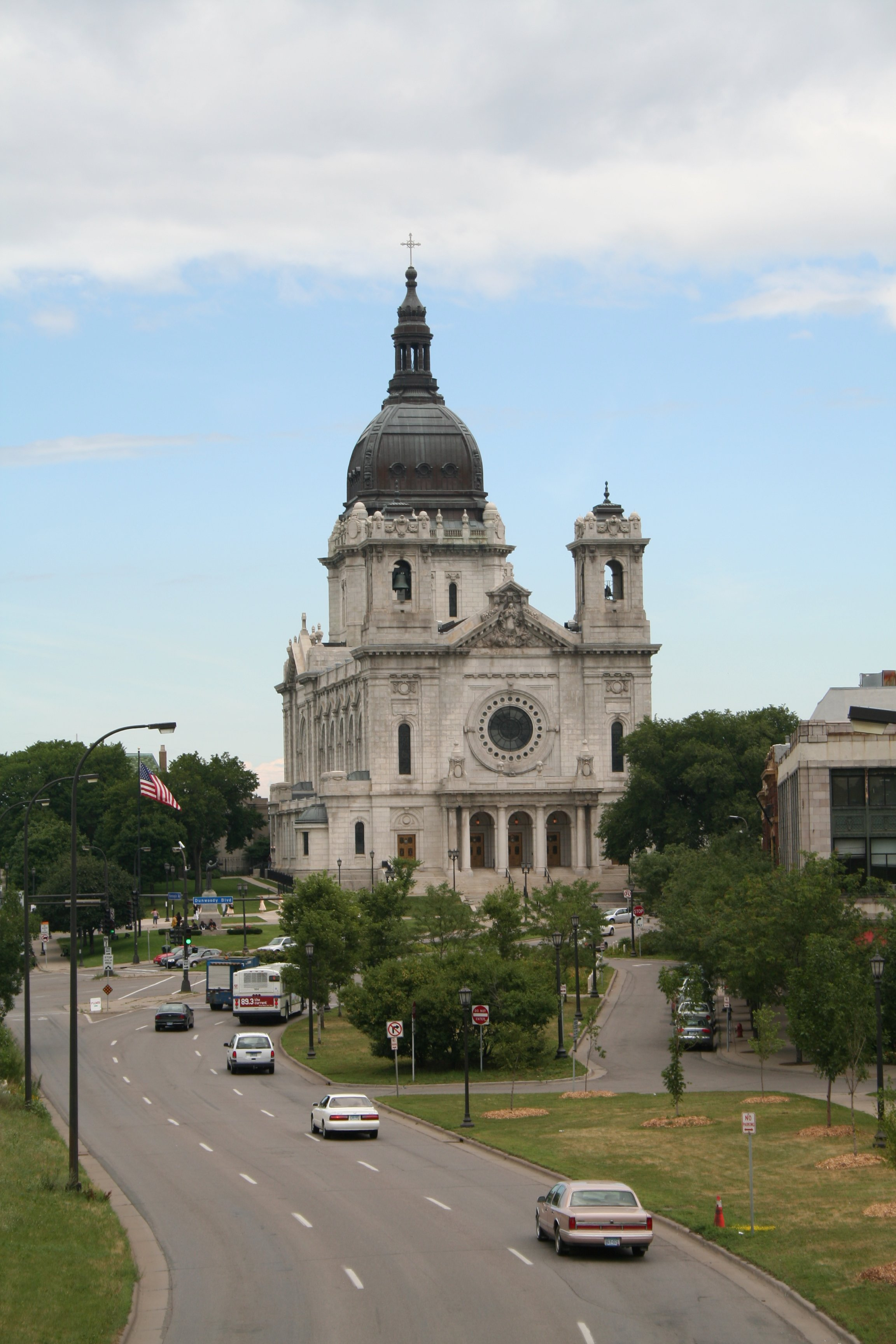
Basílica de Santa Maria, Minneapolis.

La majoria de la població (un 60%) és protestant, encara que també hi ha una part important de catòlics romans (una quarta part de la població). La denominació protestant més gran és el luteranisme.
En anys recents, els nous immigrants han afegit noves religions a Minnesota, i ara hi ha mesquites islàmiques, temples budistes, mandirs hindús a l'estat (la major part en l'àrea metropolitana de Minneapolis-St. Paul), encara que el nombre d'habitants que s'ha incorporat a religions no cristianes continua encara sent baix.
Afiliacions religioses de la població:
- Catòlics - 27%
- Protestants:
  - Església Luterana - 24%
  - Església Baptista - 5%
  - Església Metodista - 4%
  - Església Presbiteriana - 2%
  - Assemblees de Déu - 2%
  - Esglésies de Crist - 2%
  - Altres afiliacions protestants - 6%
- Cristians (no especificat) - 7%
- Judaisme - 1%
- Altres - 2%
- No religiosos - 15%
- NS/NC - 6%

## Economia

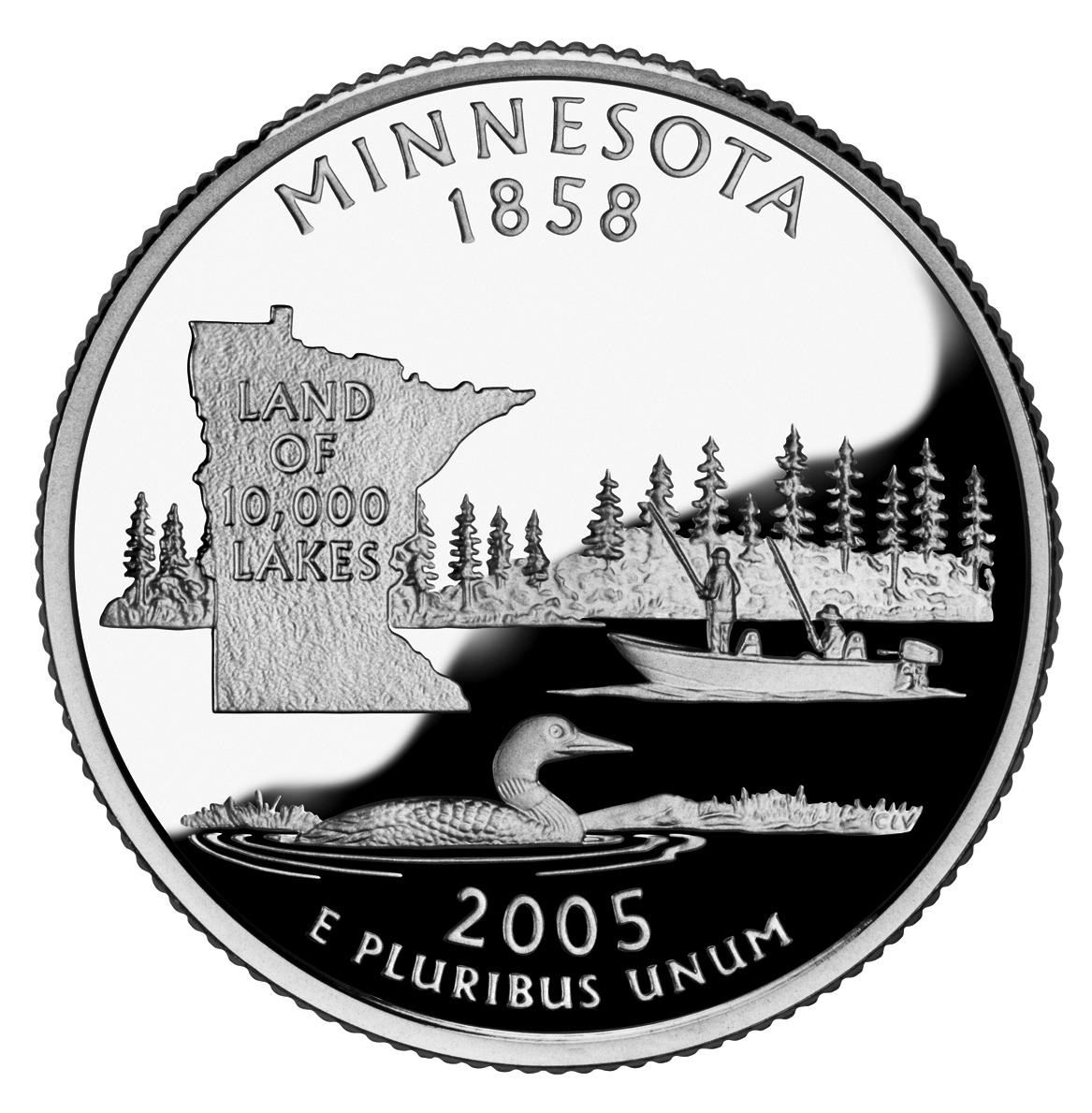
Cara de Minnesota d'una moneda de 25 centaus de dòlar.

L'Oficina d'Anàlisi Econòmica (Bureau of Economic Analysis, BEA) del Govern dels Estats Units estima el producte interior brut el 2005 a 233.300 milions de dòlars. La renda per capita era de 36.184 dòlars en 2004, la vuitena de la nació. Els ingressos mitjans per llar eren aproximadament de 48.000 dòlars el 1999, també classificats els vuitens de la nació (Oficina del Cens dels EUA). La mitjana dels ingressos domèstics mitjans per comtat varia de 17.369 dòlars al Comtat de Todd a 42.313 dòlars al Comtat de Hennepin. En general, els salaris són més baixos en les àrees més rurals, especialment en la part nord-occidental de l'estat.
Les vendes al detall per capita van ser de 10.260 dòlars el 1997, superiors a la mitjana dels Estats Units, 9.190 dòlars. Roseville, un suburbi de les Ciutats Bessones, té les vendes per capita més altes de l'estat (14.870 dòlars), si bé els ingressos totals són molt més alts a Minneapolis, St. Paul, Bloomington i Edina.

### Indústria i comerç
L'economia s'ha transformat en els últims 200 anys, d'una economia basada en matèries primeres a una altra de basada en els productes acabats i la prestació de serveis. Les primeres activitats econòmiques van ser el comerç de pells i l'agricultura. Aquesta última és encara una part important de l'economia estatal, encara que avui només ocupa un petit percentatge de la població, al voltant del 2%. És un productor destacat dins dels Estats Units, sobretot pel que fa a la remolatxa sucrera, la soia, i el blat de moro. L'agroindústria de l'estat ha canviat de la mera producció al processament i fabricació de productes alimentaris. Les empreses capdavanteres en el ram son, entre d'altres, General Mills, Cargill (molta), la Hormel Foods Corporation d'Austin (productes carnis processats), i la Schwan Food Company de Marshall (aliments congelats).
La silvicultura, una de les primeres indústries en desenvolupar-se en l'estat, es manté forta gràcies a la tala, al processament de la pasta de cel·lulosa, a la fabricació de productes forestals i a la producció de paper.

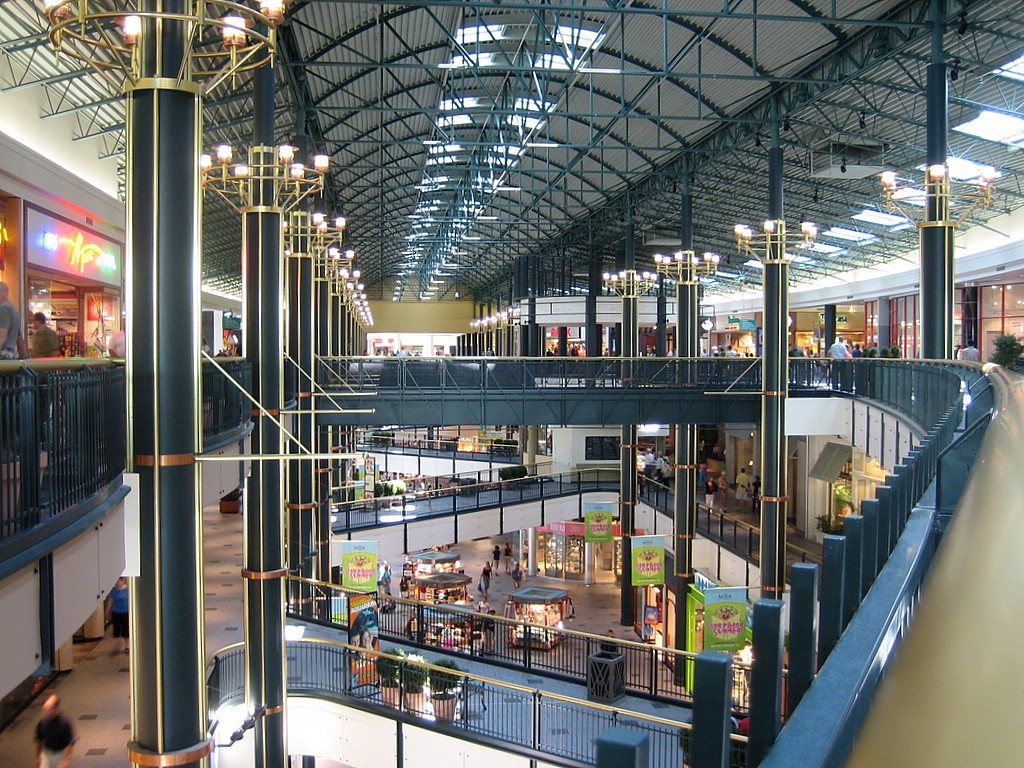
Interior del centre comercial de Mall of America.

Era famosa per les seves mines de ferro, que eren responsables d'una part significativa de la mena de ferro produït al món durant més d'un segle. Tot i que actualment la mena pura es troba bastant reduïda, es manté forta la mineria de la taconite, que utilitza processos desenvolupats localment per mantenir actiu el sector. La 3 M Co. (anteriorment Minnesota Mining and Manufacturing Co.), una empresa que va tenir els seus orígens en la mineria, avui és una diversificada fabricant de productes industrials i de consum.
Com podríem esperar en un estat bolcat cap a les activitats a l'aire lliure, hi ha diverses empreses que fabriquen vaixells i altres productes recreatius. Polaris Industries fa motos de neu i altres vehicles recreatius de camp a través.
La venda al detall està representada per la Target Corporation, Best Buy, i la International Dairy Queen, totes radicades a les Ciutats Bessones. El centre comercial més gran dels Estats Units, el Mall of America, es localitza a Bloomington. Ecolab proporciona serveis i subministraments de sanejament.
Algunes institucions financeres amb seu a Minnesota són la U.S. Bancorp, el TCF Bank, i la Wells Fargo & Co. Les companyies asseguradores més importants són la St. Paul Travelers i la Thrivent Financial for Lutherans.
El sector de l'alta tecnologia està representat per Honeywell, Cray Computers, Imation, i una seu d'IBM a Rochester. Medtronic representa al creixent sector biomèdic de l'estat, originat per la investigació universitària. Rochester és la seu de la Clínica Mayo, una de les clíniques mèdiques més famoses del món.

### Ús i producció d'energia

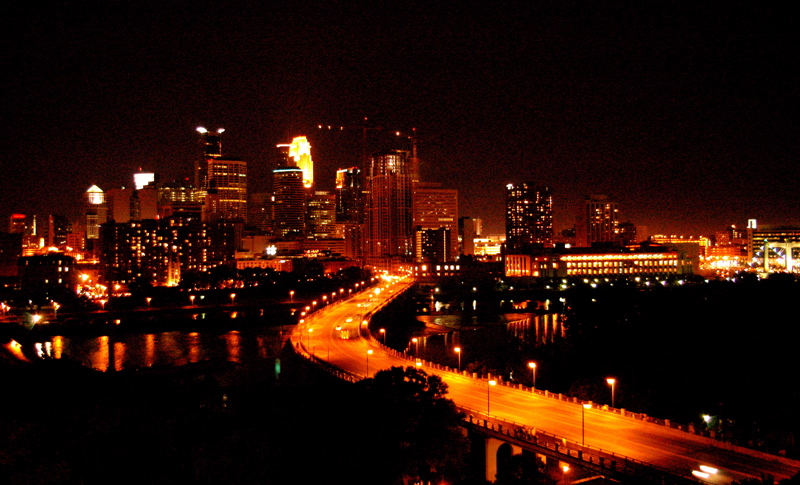
Il·luminació nocturna de Minneapolis.

L'electricitat produïda als aerogeneradors ha guanyat certa popularitat, especialment a la regió sud-oest, més ventosa. El juny de 2006, l'estat era el quart productor d'energia eòlica del país, amb 744 MW instal·lats i un projecte d'un parc eòlic addicional, que tindrà una potència de 128 MW.
Com molts estats del Midwest que suporten freds hiverns, Minnesota depèn fortament del gas natural per a les calefaccions domèstiques. Al voltant de dos terços de les llars utilitzen aquest combustible. L'estat no produeix el seu propi petroli, encara que disposa de la refineria de petroli més gran de tots els estats no productors de petroli, la Pine Bend Refinery. Un dels oleoductes més llargs del món, la Lakehead Pipeline, travessa l'estat pel nord. La major part del petroli que utilitza l'estat prové del Canadà i del nord-oest dels Estats Units.

### Impostos estatals
Minnesota té tres tipus impositius de l'impost sobre la renda, que van del 5,35% al 7,85%. L'impost sobre les vendes és del 6,5% per a la major part dels articles. L'estat no grava aquest impost a la roba, alguns serveis o el menjar per al consum domèstic. Sí que grava el menjar preparat, les llaminadures i els refrescs. L'estat també grava un impost d'ús per als articles comprats en un altre lloc però que s'utilitzen. Els propietaris de finques paguen un impost sobre els béns immobles al seu comtat, municipi, districte escolar i districte d'impostos. Són tres els factors que afecten a la quantia dels impostos: la quantitat que gasten els governs locals per proporcionar serveis a la comunitat, el valor de mercat estimat de la propietat i la classificació de la propietat.
Les empreses i els individus de Minnesota van pagar una mitjana d'un 11,8% de la seva renda en impostos locals i estatals el 1998 (Departament de la Renda de Minnesota).

## Govern i administració

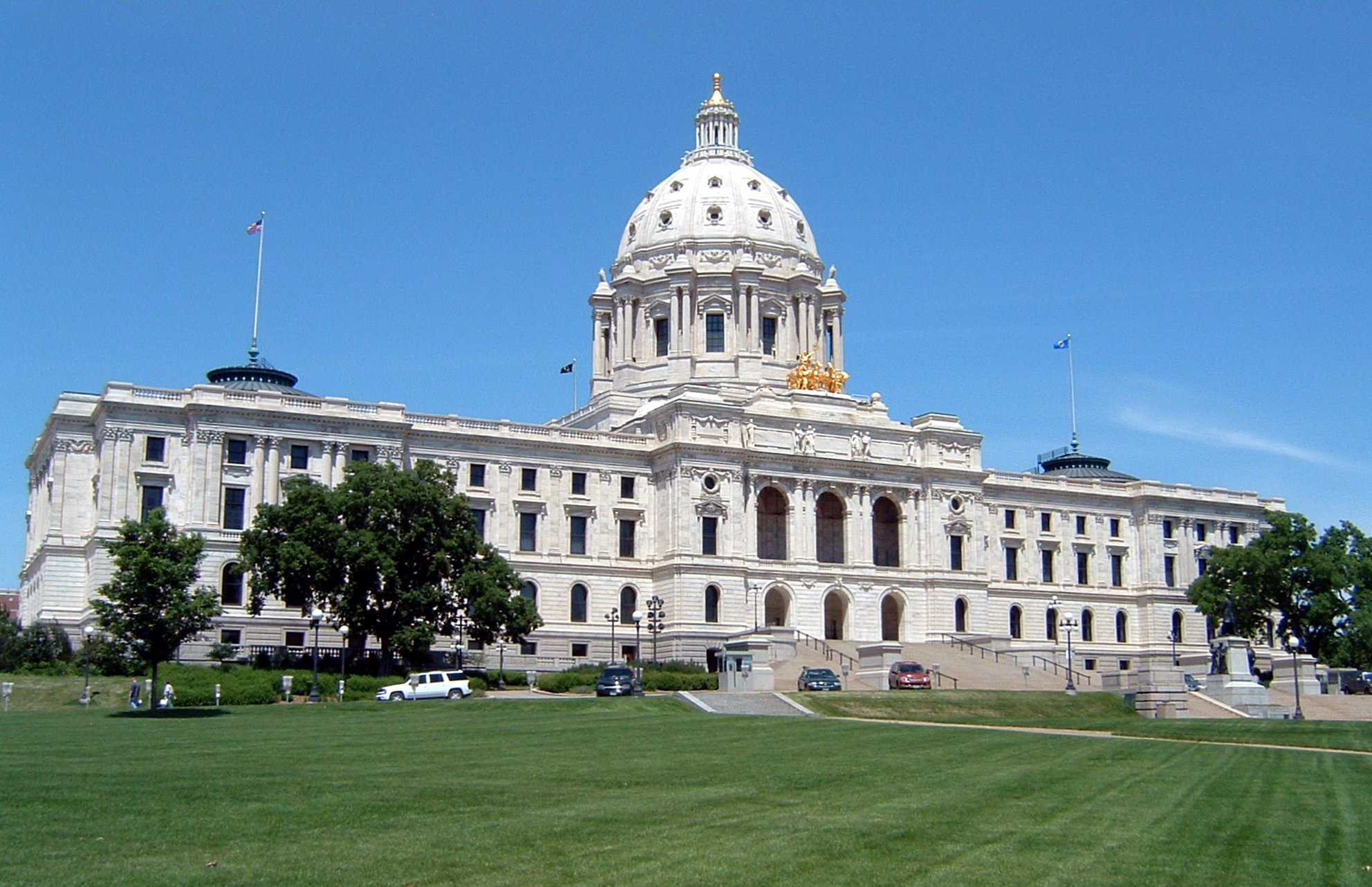
Vista del Capitoli Estatal de Minnesota, a Saint Paul.

La capital és Saint Paul, localitzada a l'est de l'estat, contigua a Minneapolis. Des del 6 de gener de 2011, el Governador és el demòcrata Mark Dayton. La Tinent Governadora és Tina Smith, que també va estar al capdavant del Departament de Transports de Minnesota. Compta amb 8 escons a la Cambra de Representants dels Estats Units.

### Divisió de poders
Com en el govern nacional dels Estats Units, a Minnesota hi ha la separació de poders: l'executiu, el legislatiu i el judicial.
- El principal oficial del Poder Executiu és el governador. Aquest és triat pels electors de l'Estat per a un mandat de fins a quatre anys de durada. No hi ha límit de vegades en què una persona pot exercir com a governador.
- El Poder Legislatiu està constituït pel Senat i per la Cambra de Representants. El Senat posseeix un total de 67 membres, i la Cambra de Representants, 134. Està dividit en 67 districtes legislatius, tants com membres del Senat. Els electors de cada districte trien un senador/representant, que representaran a dit districte al Senat i a la Cambra de Representants. El mandat dels senadors és de quatre anys, i el dels representants, de dos. No hi ha límit de vegades en què una persona pugui exercir com a senador o representant.
- La cort més alta del Poder Judicial és la Cort Suprema de Minnesota, composta per set jutges, un d'ells triat cada dos anys per actuar com a cap de justícia. La segona major cort judicial de l'estat és la Court of Appeals of Minnesota, instituïda el 1982 i composta actualment per 16 jutges. Tots aquests jutges són triats per l'electorat de l'estat per a mandats de fins a sis anys de durada.

### Constitució
L'actual Constitució de Minnesota va ser adoptada el 1858. Les esmenes a la Constitució són proposades pel Poder Legislatiu. Les esmenes creades per una de les cambres del Poder Legislatiu, per a ser aprovada, necessita rebre almenys tres quarts dels vots del Senat i de la Cambra de Representants de l'Estat, i després, dos terços dels vots de l'electorat local, a través d'un referèndum. Les esmenes també poden realitzar-se a través de corts constituents, que són trobades polítiques especials. Les esmenes realitzades d'aquesta manera necessiten ser aprovades per almenys un 51% de cada Cambra del Poder Legislatiu, i després, per almenys un 60% de la població electoral de l'Estat, en un referèndum.

### Divisió administrativa

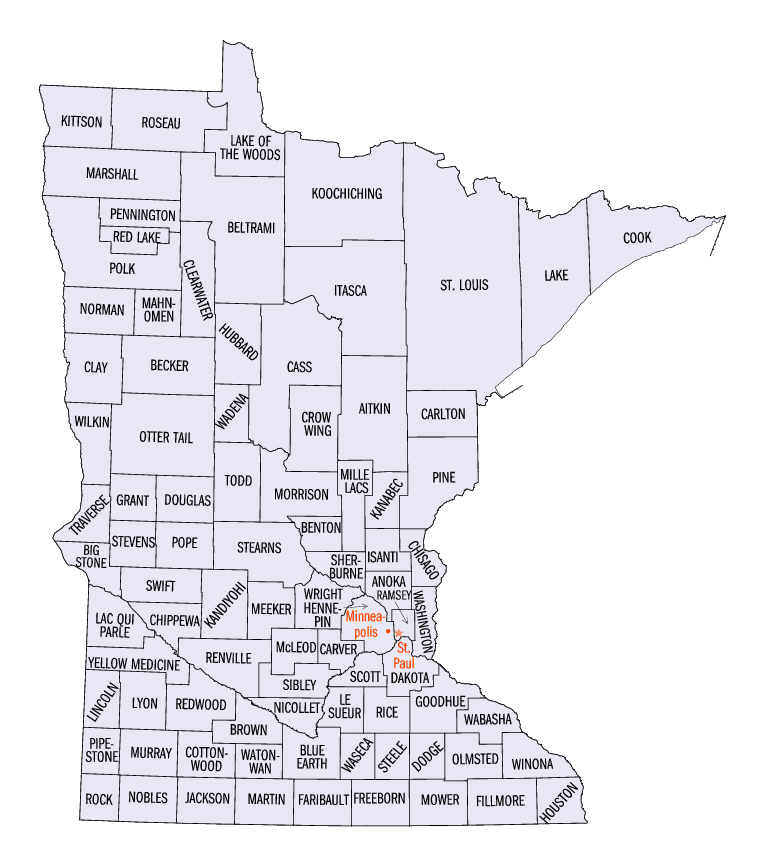
Comtats de Minnesota.

Minnesota està dividida en 87 comtats, tots governats per un consell de comissaris, compost generalment per cinc membres. L'estat té prop de 850 ciutats. La majoria d'elles són governades per un alcalde i un consell municipal.

## Política
Minnesota és conegut per ser un estat populista d'esquerres. En els seus inicis com a estat, va estar dominat políticament pel Partit Republicà, tant a escala estatal com nacional. La majoria dels senadors i representants electes per al Legislatiu eren republicans, i el mateix pot dir-se dels senadors i representants de l'Estat al Congrés dels Estats Units. No obstant això, gradualment, a partir de la dècada del 1930, els demòcrates van passar a guanyar força en la política de l'Estat. En aquest estat, el Partit Demòcrata s'anomena partit demòcrata dels grangers i dels obrers (Democratic-Farmer-Labor Party - DFL), a conseqüència de la fusió entre el partit demòcrata local i un partit més a l'esquerra. Des de la dècada del 1960, les eleccions a escala regional, estatal i nacional han estat molt renyides, entre els republicans i els demòcrates, i tots dos partits tenen molta força política a l'Estat.
La seva política és activa i inestable, car el populisme és una força tradicional entre tots els partits de l'estat. La història de la seva política registra curiositats com ara Jesse Ventura, un lluitador professional que es va convertir en governador i R.T. Rybak, un manifestant que es va convertir en alcalde. Té un elevat percentatge d'assistència a les urnes; el 77,2% de l'electorat de l'estat va votar en les eleccions presidencials del 2004, el percentatge més alt dels Estats Units. El conservadorisme polític està menys relacionat amb la religiositat de la població de l'estat, en comparació a altres estats nord-americans.
Durant la segona meitat del segle xx, el vot s'ha inclinat més cap al demòcrata, tot i que ara és vist com un "swing state" (literalment "estat gronxador", això és, un estat en el qual no domina clarament un partit sobre un altre). Els habitants han votat als demòcrates per a presidents des del 1976, durant molt més temps que cap altre estat. Els seus vots electorals i els del Districte de Colúmbia van ser els únics que no va guanyar el president republicà Ronald Reagan. Els seus votants, en canvi, van triar a l'antic vicepresident i senador Walter Mondale, nadiu de Minnesota. Ell o Hubert Humphrey van ser els candidats demòcrates a president o vicepresident als comicis del 1964, el 1968, el 1976, el 1980 i el 1984.
Pel que fa als amerindis nord-americans, els Chippewa de Minnesota tenen una organització pròpia.

## Cultura

### Art i arquitectura
L'àrea de les Ciutats Bessones es considera la capital de les arts de l'Upper Midwest. Altres importants centres artístics són els Ports Bessons (Twin Ports: Duluth - Superior) i les ciutats de Madison i Milwaukee a Wisconsin. Hi ha una assistència per capita a espectacles teatrals i musicals molt elevada, que alguns apunten que pot ser a causa dels freds hiverns, però que de manera més realista pot ser atribuïda a la gran quantitat d'instituts, universitats, i a una economia generalment forta, que proporciona un fort suport i una gran demanda de creacions artístiques (el 2000 es van vendre 2,3 milions d'entrades de teatre només a la regió de les Ciutats Bessones). Disposen de més butaques de teatre per capita que qualsevol altra ciutat nord-americana, incloent la ciutat de Nova York.

### Cultura popular

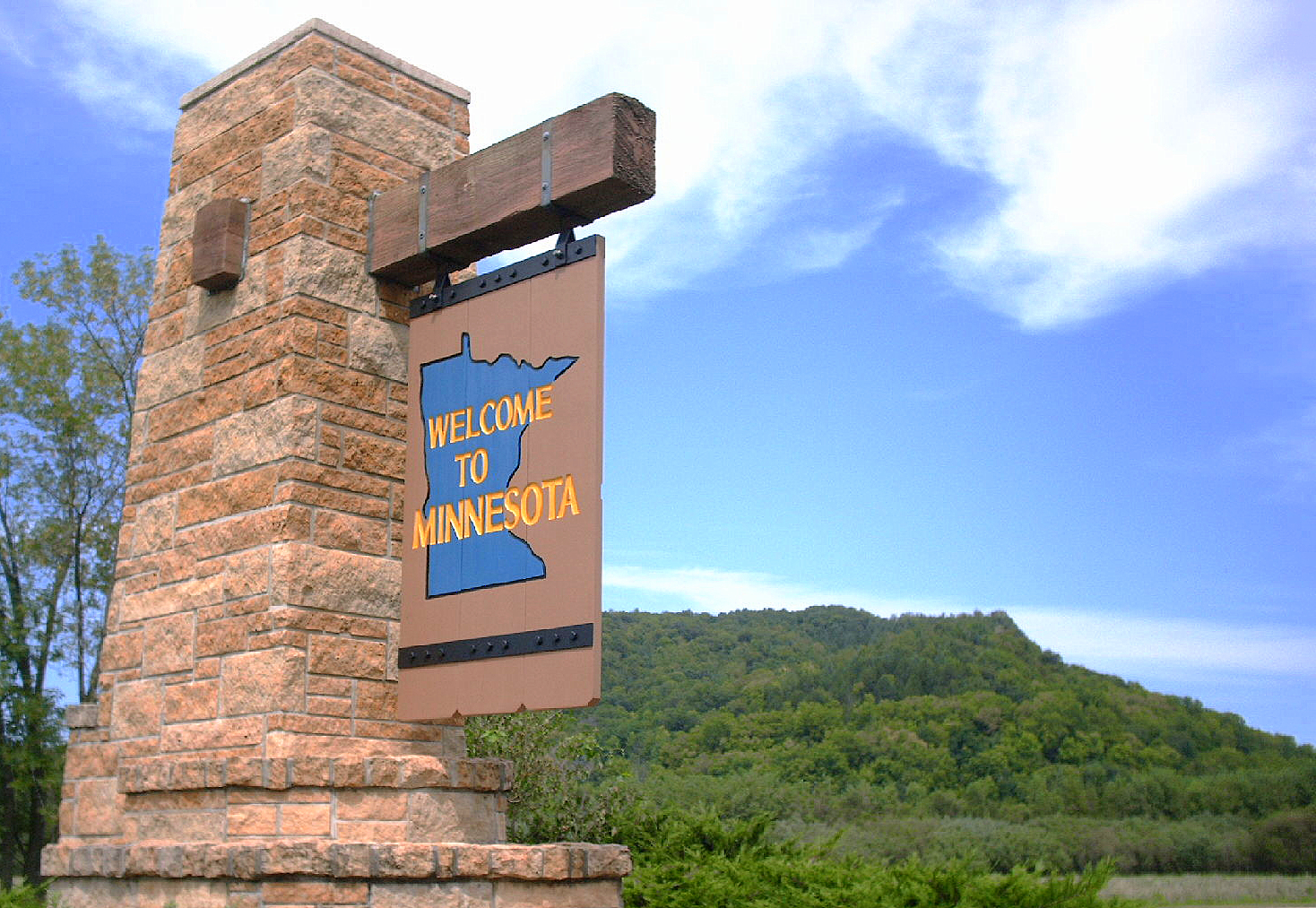
Cartell de benvinguda a Minnesota.

Els seus traços estereotípics inclouen el luteranisme (un 26% de la població de l'estat es declara luterana), el "Minnesota Nice" (la població de l'Estat és coneguda per la seva hospitalitat i cortesia envers els forasters), el "hot dish" (un terme típic de Minnesota per a la cassola), el "lutefisk" (un preparat picant de peix originari d'Escandinàvia), una valoració dels lligams familiars i un fort sentit de comunitat, així com de la cultura compartida amb molts altres habitants de l'Estat -enlloc de només amb una determinada ciutat.
L'anglès de l'estat té un accent únic, fins i tot diferent de l'accent d'altres estats de l'àrea superior de la Regió Centre-Oest dels Estats Units. Tot i ser considerat únic, molts dels seus habitants neguen la presència d'un accent regional. No obstant això, a causa de l'augment dels immigrants a l'estat d'altres regions del país, molts dels quals vinguts de la Costa Oest, de l'àrea metropolitana de Chicago i Nova York, així com el creixement de la immigració d'hmong, vietnamites, somalis, liberians, kenyans, nigerians, russos i hispans, les diverses cultures de l'Estat s'estan fusionant gradualment unes amb les altres i canvien la cultura estatal, com ja havia passat durant la segona meitat del segle xix i començaments del segle xx, durant el període de gran immigració europea a la regió.
Els nadius americans tenen una presència moderada, i algunes tribus natives americanes regenten casinos a reserves indígenes (que no cobren impostos per als casinos). Inicialment, el primer poble europeu a explorar i poblar Minnesota va ser el francès, que va ser seguit pel britànic, l'irlandès, l'escandinau i alemany. Els Métis -descendents d'europeus i de nadius americans- van tenir una presència destacada a la regió, durant els anys en què era un territori. La majoria de la població Métis migraria de mica en mica cap al nord, al Canadà, després de la seva elevació a la categoria d'Estat, el 1858. Minnesota no està associada amb cap aliment en particular, encara que en anys recents alguns plats com la wild rice sausage (salsitxa d'arròs silvestre) han obtingut una certa popularitat.
L'estat ha estat receptor d'immigrants de totes les parts del món, en el passat i en l'actualitat. A més dels grups ja esmentats a dalt, altres grups ètnic-racials considerables són els àrabs, ètnies d'altres països de l'antiga Unió Soviètica, els xinesos i els japonesos. Els immigrants mexicans també són en creixement, igual que a la resta del país. A molts immigrants moderns els atreu Minnesota per la seva reputació a causa de la prioritat que dona als serveis educatius i socials. Molts d'aquests immigrants venen gràcies al suport de diverses congregacions locals, bolcades cap a la prestació d'assistència social, i de justícia social.
Les activitats a l'aire lliure són considerades una part important de les vides de molts habitants de l'Estat. Aquestes activitats inclouen la caça i la pesca (prop del 36% dels habitants pesquen habitualment, només per darrere d'Alaska). Durant l'hivern és bastant popular pescar al gel (costum portat pels primers immigrants escandinaus). Les famílies freqüentment tenen o lloguen cabanes o se'n van d'acampada als parcs forestals, generalment prop dels llacs. Són comunes les escapades de cap de setmana a tals propietats, especialment a l'estiu.
Compta amb 71 parcs estatals. Igual que altres estats dels boscos septentrionals, com Wisconsin i Michigan, els habitants comenten, de broma, que el mosquit és l'ocell de l'estat, a causa de la seva abundància en aquesta àrea. En realitat, l'ocell de l'estat és la calàbria grossa (Gavia immer), el grunyit distintiu del qual pot ser sentit freqüentment per campistes de la part septentrional de l'estat, i de vegades fins i tot en llocs més meridionals, com els llacs de Minneapolis.

### Esports
A l'estat de Minnesota es troben franquícies de les principals lligues americanes: en futbol americà els Minnesota Vikings de l'NFL des del 1961, i els Minnesota Twins de les Grans Lligues de Beisbol des del 1961, en hoquei sobre gel els Minnesota Wild de l'NHL des del 2000, i en basquetbol els Minnesota Timberwolves de l'NBA des del 1989 i les Minnesota Lynx de la WNBA des del 1999.
Anteriorment havien jugat els Minneapolis Marines/Xarxa Jackets des del 1905 fins al 1930, els Duluth Kelleys/Eskimos de l'NFL des del 1923 fins al 1927, els Minneapolis Lakers de l'NBA des de 1947 fins a 1960, els Minnesota Kicks de la North American Soccer League des del 1976 fins al 1981, i els Minnesota North Stars de l'NHL des del 1967 fins al 1993, entre d'altres
Pel que fa a esport universitari, els Minnesota Golden Gophers de futbol americà han aconseguit 18 campionats de la Big Ten Conference, així com un Rose Bowl.
El club de golf de Hazeltine ha estat seu de l'Open dels Estats Units, l'Open dels Estats Units Femení, l'Open dels Estats Units de Veterans i el Campionat de la PGA.

## Societat

### Educació

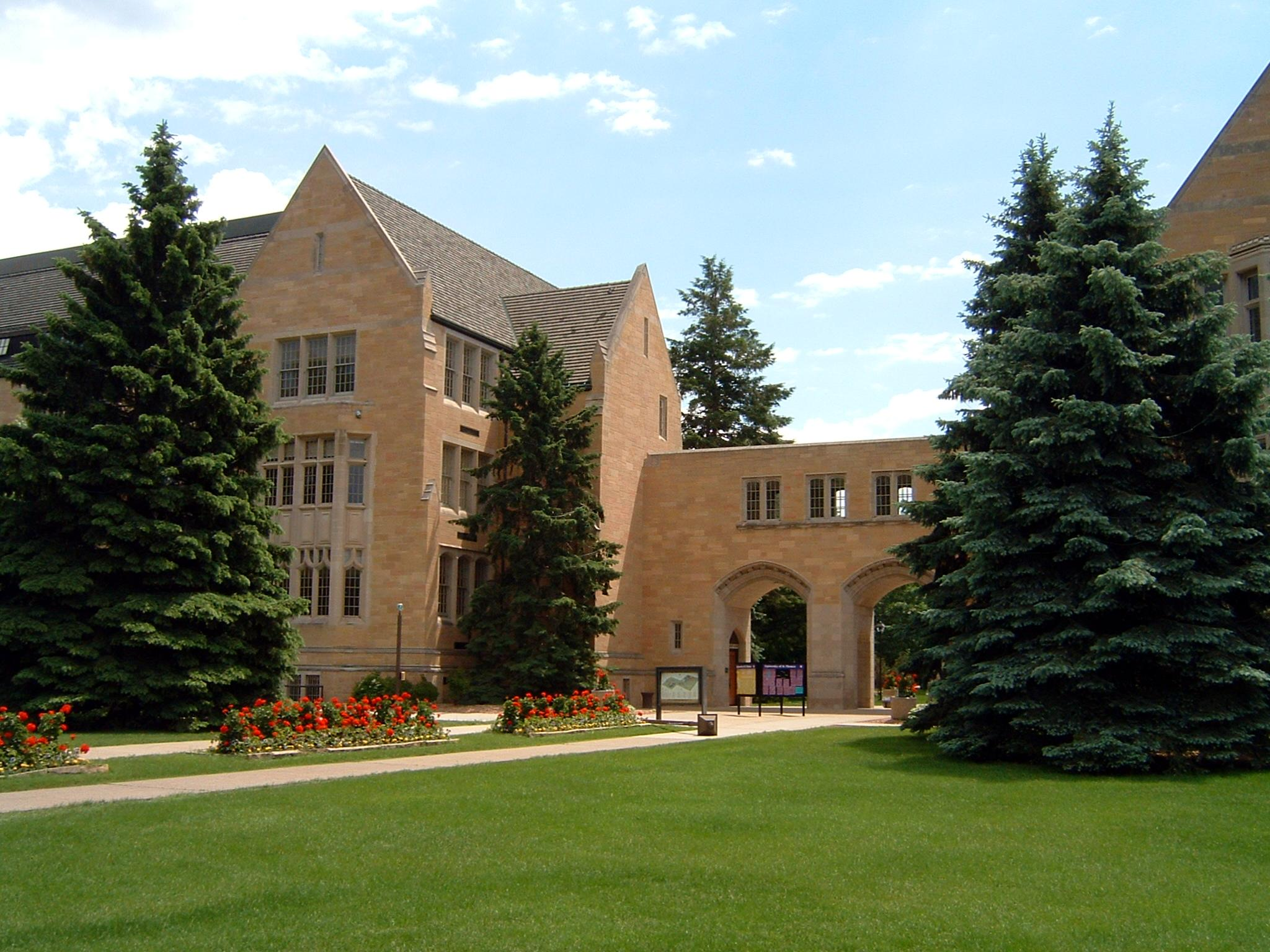
Vista d'un campus de la Universitat St. Thomas, a Saint Paul.

Un dels primers actes de la Legislatura un cop va haver obert, el 1858, va ser la creació d'una escola de professors a Winona. Des de llavors, Minnesota ha romàs entre els deu estats més forts en educació en la major part dels estudis. Figura sisè en l'Smartest State Award de l'any lectiu 2005-06, que realitza el grup editorial Morgan Quitno i primer en el percentatge d'habitants en possessió d'un diploma batxiller o superior. Minnesota ha resistit moviments en l'educació com els bons escolars i l'ensenyament del disseny intel·ligent.
La primera escola per a nens d'ascendència europea a la regió de l'actual Minnesota va ser fundada el Fort St. Anthony, l'actual Fort Snelling. Posteriorment, van ser inaugurades diverses escoles pels missioners, algunes dedicades als nadius americans i altres per a la població d'ascendència europea. El 1849, el govern del territori de Minnesota va aprovar una llei que ordenava la construcció d'escoles públiques en les comunitats del territori.
Actualment, totes les institucions educatives han de seguir certes regles i patrons dictats pel Departament d'Educació de Minnesota. Aquest consell controla directament el sistema d'escoles públiques de l'Estat, que està dividit en diversos districtes escolars. El consell és liderat per un comissari, escollit pel governador amb l'aprovació del Senat. Cada ciutat principal (city), diverses ciutats secundàries (towns) i cada comtat, consten almenys d'un districte escolar. A les ciutats, la responsabilitat d'administrar les escoles és del districte escolar municipal, mentre que a les regions menys densament poblades, aquesta responsabilitat recau als districtes escolars que operin al comtat.
Minnesota permet l'existència d'"escoles xàrter" -escoles públiques independents, que no són administrades per districtes escolars, però que depenen de pressupostos públics per a la seva sustentació. No en va, va ser el primer estat de la unió en permetre la creació d'escoles d'aquest tipus dins dels seus límits estatals. L'escolarització és obligatòria per a tots els nens i adolescents de més de set anys, fins a la conclusió de l'educació secundària o fins als setze anys.
El 1999, les escoles públiques van atendre prop de 854.000 estudiants, emprant aproximadament 56.000 professors. Per la seva banda, les escoles privades van atendre prop de 92.800 estudiants, emprant aproximadament 6.500 professors. El sistema d'escoles públiques de l'Estat va utilitzar prop de 5,816 bilions de dòlars, i la despesa de les escoles públiques va ser aproximadament de 7.200 dòlars per estudiant.

#### Biblioteques i universitats
Té unes 360 biblioteques públiques, que mouen anualment prop de 8,9 llibres per habitant. L'estat té actualment 113 institucions d'educació superior, de les quals 52 són públiques i 61 són privades. El principal sistema d'universitats públiques de l'Estat és el Sistema d'Universitats de Minnesota, que posseeix campus en quatre ciutats diferents: Crookston, Duluth, Morris i Minneapolis-St. Paul. El campus de Minneapolis-St. Paul -anomenat oficialment Universitat de Minnesota- va ser la primera institució d'educació superior de l'estat, que va ser fundada el 1851. Actualment és la més gran de l'estat, i una de les més grans del país. Les Facultats i Universitats Estatals són una organització educativa pública que controla unes altres 35 institucions d'educació superior.

### Salut

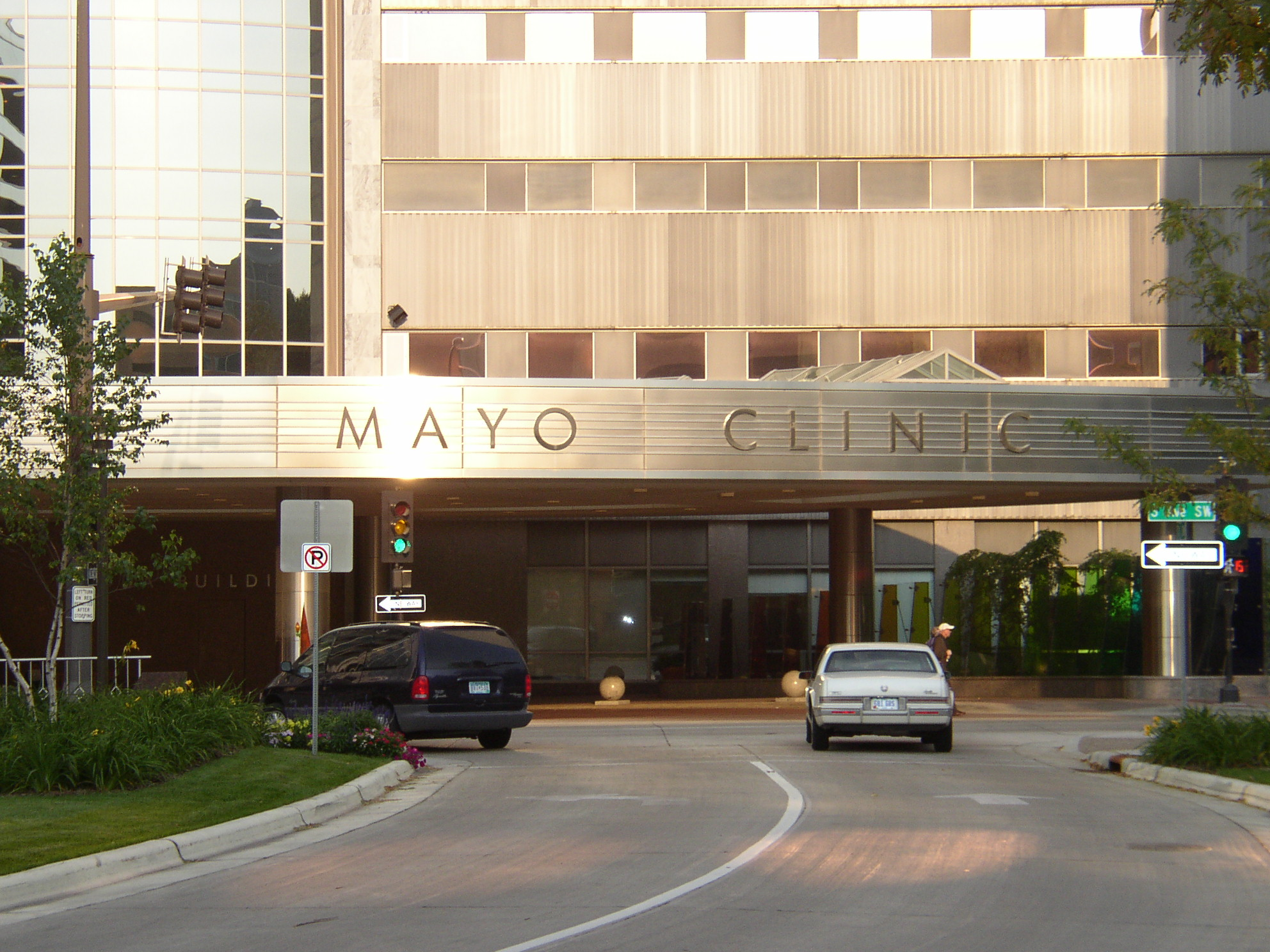
Entrada de l'Edifici Gonda de la Clínica Mayo de Minnesota.

El Col·legi Mèdic de la Universitat de Minnesota és una institució d'ensenyament d'alt nivell que ha realitzat grans avanços en el tractament de malalties, i les seves activitats d'investigació contribueixen significativament a la creixent indústria biotecnològica de l'estat. La prestigiosa Clínica Mayo té la seu a Rochester, Minnesota. Mayo i la Universitat són socis en la Minnesota Partnership for Biotechnology and Medical Genomics (Societat per a la Biotecnologia i la Genòmica Mèdica de Minnesota), un programa finançat per l'estat que dirigeix les investigacions sobre el càncer, la malaltia d'Alzheimer, les malalties de cor, l'obesitat, i altres àrees.
L'estat es classifica primer en el percentatge de residents que practiquen exercici físic regularment, i en segon lloc en tres índexs claus: en la baixa mortalitat infantil; la llarga esperança de vida i una baixa taxa de mortalitat per 100.000 habitants. Aquestes i altres mesures han conduït al fet que un grup classifiqués a Minnesota com l'estat més sa de la nació, i a un altre a classificar-lo quart.

### Crim i seguretat
Després d'haver aconseguit un rècord de 97 homicidis el 1995, la ciutat de Minneapolis es va guanyar un desagradable sobrenom a causa de la violència: Murderapolis (literalment "Ciutat d'assassins"). El terme va guanyar un ampli ús des que el The New York Times el va utilitzar quan va informar que Minneapolis havia superat la taxa d'homicidi per capita de la ciutat de Nova York. La taxa d'assassinats es va reduir en els anys següents, encara que els residents de l'àrea es mostren preocupats que l'ús del sobrenom torni a ser freqüent quan hi hagi un repunt de la violència a la ciutat.

## Economia
L'Oficina d'Anàlisis Econòmiques Bureau of Economic Analysis estima que el producte interior brut de Minnesota el 2003 era de $211 bilions. La renda per capita el 2003 era de $34,031, la desena als Estats Units. La renda mitjana per família era el 1999 d'aproximadament $48 000, quedant en vuitè lloc a la nació. En general els salaris són més baixos en zones rurals, particularment a la part nord-oest de l'estat.

## Transports

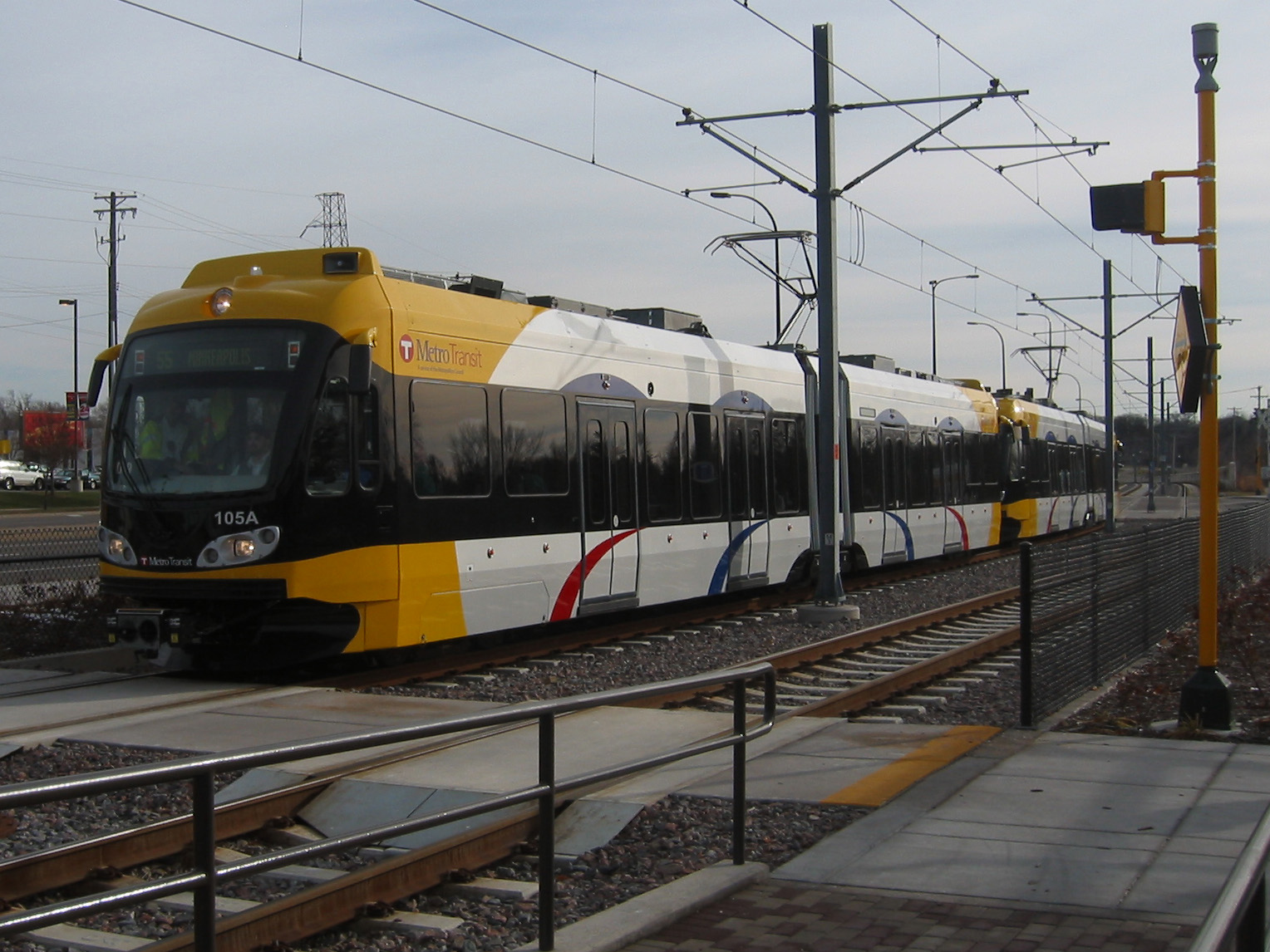
Tren lleuger de Minneapolis.

El transport és supervisat pel Departament de Transport de Minnesota. Les Autopistes Interestatals més importants són l'I-35, l'I-90, i l'I-94 (totes passen completament o al voltant de l'Àrea Metropolitana Minneapolis-St. Paul). L'estat disposa de gairebé dues dotzenes de línies de ferrocarril, la major part de les quals també passen per l'Àrea Minneapolis-St. Paul. El transport marítim se centra principalment en el riu Mississipi i els ports al llarg del llac Superior, al nord.
El principal aeroport és el Minneapolis-Saint Paul (MSP), que també és la seu i el centre neuràlgic de passatgers i de flota de les Northwest Airlines. També és un centre important de les Sun Country Airlines.
El transport públic es limita a diverses línies d'autobús en les ciutats més gran així com un tren lleuger a l'Àrea Minneapolis-St. Paul.
El 2002, Minnesota disposava de 7.342 quilòmetres de vies fèrries. El 2003, l'Estat tenia 212.261 quilòmetres de vies públiques, de les quals 1.468 quilòmetres eren autopistes interestatals, part del sistema federal d'autopistes dels Estats Units. L'Estat també posseeix prop de 3.200 quilòmetres de vies hídriques.

## Mitjans de comunicació

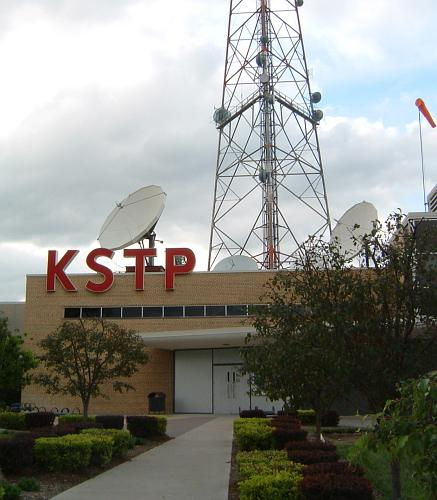
Vista d'una estació de radiotelevisió de Minnesota.

L'àrea de les Ciutats Bessones forma el quinzè mercat de mitjans de comunicació més gran dels Estats Units en la classificació de la Nielsen Media Research. Els altres mercats de mitjans de comunicació de l'estat situats entre els 210 primers són Fargo-Moorhead (118º), Duluth-Superior (137º), Rochester-Mason City-Austin (152º), i Mankato (200º).
La història de la televisió a Minnesota, i a l'Upper Midwest, comença el 27 d'abril de 1948, data en què comença a emetre la KSTP-TV. La Hubbard Broadcasting Corporation, propietària de la KSTP, és ara l'única companyia de televisió. Actualment, hi ha 39 emissores de ràdio analògiques i 23 canals digitals que emeten per tot l'estat.
A l'àrea metropolitana de les Ciutats Bessones es publiquen els dos diaris amb més tirada de l'estat: l'Star Tribune a Minneapolis i el Saint Paul Pioneer Press. També es publiquen diverses publicacions setmanals i mensuals (la major part de les quals es financen mitjançant la publicitat). La més destacada d'aquestes és el setmanari City Pages. Una altra publicació important és The Rake, apareguda el 2002, que té una periodicitat mensual.
Dues de les cadenes de ràdio públiques més grans són basades en l'estat, la Minnesota Public Radio (MPR) i la Public Radio International (PRI). La MPR té la audiència més gran d'entre les cadenes de ràdio públiques regionals, mentre que la PRI proporciona més de 400 hores de programació a les seves filials al llarg del país.

## Símbols d'estat
| Símbol                      | |
| --------------------------- | --- |
| Ocell                       | Calàbria grossa                                                                                       |
| Papallona                   | Monarca                                                                                               |
| Beguda                      | Llet                                                                                                  |
| Peix                        | Walleye                                                                                               |
| Flor                        | Cypripedium reginae                                                                                   |
| Fruita                      | Poma Honeycrisp (desenvolupada a la Universitat de Minnesota)                                         |
| Gemma                       | Ágata                                                                                                 |
| Gra                         | Zizania aquatica                                                                                      |
| Lema del territori (real)   | Quo sursum velo videre ("Cobreixo per a veure allò que hi ha damunt" seria la traducció més correcta) |
| Lema del territori (pretès) | Quae sursum volo videre ("Vull veure allò que és més enllà")                                          |
| Lema                        | L'Étoile du Nord ("l'Estel del Nord")                                                                 |
| Muffin                      | Blueberry                                                                                             |
| Bolet                       | Morchella esculenta                                                                                   |
| Fotografia                  | Grace                                                                                                 |
| Rèptil                      | Tortuga de Blanding                                                                                   |
| Cançó                       | "Hail! Minnesota"                                                                                     |
| Àrbre                       | Pi roig americà                                                                                       |
| Mots                        | "Land of 10.000 Lakes" ("la terra dels 10.000 llacs)                                                  |
|                             | "North Star State" (l'Estat de l'Estrella del Nord")                                                  |
|                             | "Gopher State"                                                                                        |
|                             | "Land of Sky-Blue Waters" ("la terra de les aigües blau cel")                                         |
|                             | "Bread and Butter State" (l'Estat del pa i la mantega)                                                |